# Islas Vírgenes Británicas
Las Islas Vírgenes Británicas (del inglés: British Virgin Islands) son un territorio británico de ultramar localizado a 64 km al este de Puerto Rico, y 325 km al norte de la isla de Aves (Venezuela) en aguas del mar Caribe. Las islas forman parte del archipiélago de las islas Vírgenes, siendo las otras islas parte de las Islas Vírgenes de los Estados Unidos y de las islas Vírgenes Españolas pertenecientes a Estados Unidos como parte de Puerto Rico. También forma parte del Caribe anglófono.
El archipiélago está constituido por unas cuarenta islas, de las cuales once están habitadas. Las más grandes son Tórtola, Virgen Gorda, Anegada y Jost Van Dyke. La población del archipiélago es de 27 800 habitantes, viviendo 23 000 en la isla de Tórtola.

## Etimología
Cristóbal Colón navegante genovés al servicio de España llamó a las islas "Santa Úrsula y las Once Mil Vírgenes" en 1493, por la leyenda de Santa Úrsula y las 11.000 vírgenes. El nombre se acortó posteriormente a "las Islas Vírgenes".
El nombre oficial del territorio en inglés sigue siendo simplemente "Islas Vírgenes" (Virgin Islands), pero a menudo se utiliza el prefijo "británicas". Se cree que así se distingue del vecino territorio estadounidense, que cambió su nombre de "Indias Occidentales Danesas" ("Danish West Indies'') a "Islas Vírgenes de Estados Unidos" ("Virgin Islands of the United States" ) en 1917. Sin embargo, los historiadores locales lo han rebatido, señalando diversas publicaciones y registros públicos fechados entre el 21 de febrero de 1857 y el 12 de septiembre de 1919 en los que se hace referencia al territorio como Islas Vírgenes Británicas.
Las publicaciones del gobierno de las Islas Vírgenes Británicas siguen comenzando con el nombre "El territorio de las Islas Vírgenes", y los pasaportes del territorio simplemente hacen referencia a las "Islas Vírgenes", y todas las leyes comienzan con las palabras "Islas Vírgenes". Además, la Comisión Constitucional del territorio ha expresado la opinión de que "se deben hacer todos los esfuerzos posibles" para fomentar el uso del nombre "Islas Vírgenes". Sin embargo, varios organismos públicos y cuasi públicos siguen utilizando el nombre "Islas Vírgenes Británicas" o "IVB", entre ellos BVI Finance, BVI Electricity Corporation, BVI Tourist Board, BVI Athletic Association, BVI Bar Association y otros.
En 1968, el Gobierno británico emitió un memorando por el que se exigía que los sellos de correos del territorio dijeran "Islas Vírgenes Británicas" (mientras que antes se limitaban a indicar "Islas Vírgenes"), práctica que se sigue aplicando en la actualidad, probablemente para evitar confusiones tras la adopción de la moneda estadounidense en el territorio en 1959, y las referencias a la moneda estadounidense en los sellos del territorio.

## Historia
Las islas estuvieron habitadas originalmente por pueblos amerindios de origen arahuaco procedentes de Sudamérica alrededor del 100 a. C. Estos grupos permanecieron hasta el siglo XV, cuando fueron desplazados por los caribes, un pueblo de tendencia guerrera que se expandió por las Antillas Menores, y cuyo nombre dio origen al mar Caribe.
En 1493, durante su segundo viaje al Nuevo Mundo, Cristóbal Colón avistó el archipiélago, al que denominó Santa Úrsula y las Once Mil Vírgenes, nombre que con el tiempo se redujo a «Las Vírgenes». A comienzos del siglo XVI, España reclamó las islas, interesándose sobre todo en la presunta extracción de cobre en Virgen Gorda.
Los neerlandeses establecieron en 1648 un asentamiento permanente en Tórtola. Sin embargo, en 1672 Inglaterra ocupó la isla, expulsó a los colonos neerlandeses, y poco después hizo lo propio en Anegada y Virgen Gorda.
Bajo dominio británico se introdujo el cultivo extensivo de la caña de azúcar, que se convirtió en la base de la economía colonial. Para trabajar en las plantaciones se deportó a miles de personas esclavizadas desde África. La rentabilidad del azúcar se mantuvo hasta mediados del siglo XIX, cuando la expansión de la remolacha azucarera en Europa y Estados Unidos redujo drásticamente la demanda internacional de caña.
Durante los siglos XVII y XVIII, ingleses, neerlandeses, franceses, españoles y daneses se disputaron el archipiélago, aunque finalmente los británicos consolidaron su dominio sobre Tórtola, Virgen Gorda y Anegada. A finales del siglo XVII, Inglaterra controlaba las islas que hoy conforman las Islas Vírgenes Británicas, mientras que España mantenía Vieques y Culebra, y Dinamarca administraba Saint John, Saint Thomas y Saint Croix.
Tras la Guerra hispano-estadounidense (1898), Estados Unidos ocupó las antiguas posesiones españolas en Puerto Rico y sus dependencias. En 1917, adquirió las islas danesas por 25 millones de dólares y las rebautizó como Islas Vírgenes de los Estados Unidos. A partir de entonces se popularizó el uso de la denominación «Islas Vírgenes Británicas» para distinguir el sector bajo control del Reino Unido.

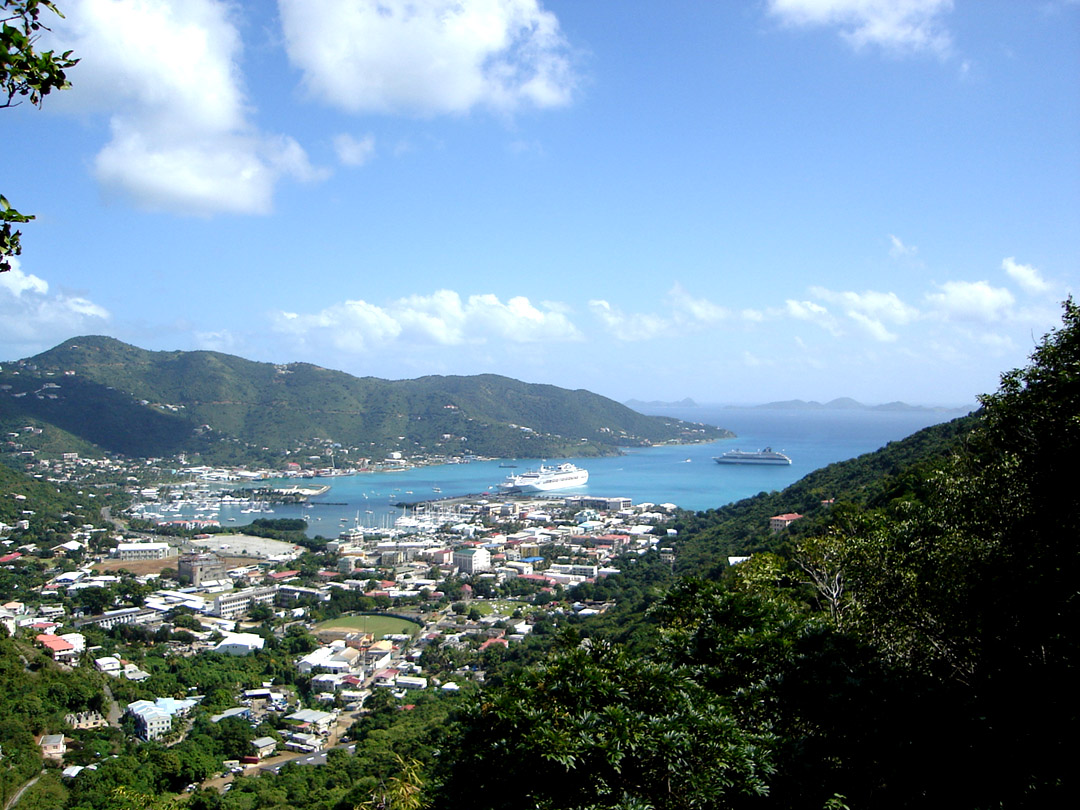
Road Town, capital del territorio, en la isla de Tórtola.

Administrativamente, las islas formaron parte de la Colonia de las Islas de Sotavento Británicas y, más tarde, estuvieron subordinadas a San Cristóbal y Nieves. Obtuvieron el estatus de colonia separada en 1960 y una constitución que les otorgó gobierno autónomo en 1967.
Desde la década de 1960, la economía local se ha diversificado progresivamente, pasando de la agricultura de subsistencia a modelos basados en el turismo y los servicios financieros, lo que ha situado a las Islas Vírgenes Británicas entre las jurisdicciones con mayor renta per cápita del Caribe insular.

## Gobierno y política
El poder ejecutivo de las Islas Vírgenes Británicas está compartido entre Carlos III del Reino Unido que es representado por un gobernador general designado directamente por este por consejo del gobierno británico y el primer ministro de las Islas Vírgenes Británicas que es elegido por la Cámara de la Asamblea. La defensa y los asuntos exteriores están bajo responsabilidad del Reino Unido.
El poder legislativo está depositado en la Cámara de la Asamblea que está compuesta por 15 miembros, 13 son elegidos directamente y dos son miembros ex officio (fiscal general y el presidente de la Cámara).

El actual gobernador es John Rankin (desde enero de 2021) y el premier es Andrew Fahie (desde el 26 de febrero de 2019).

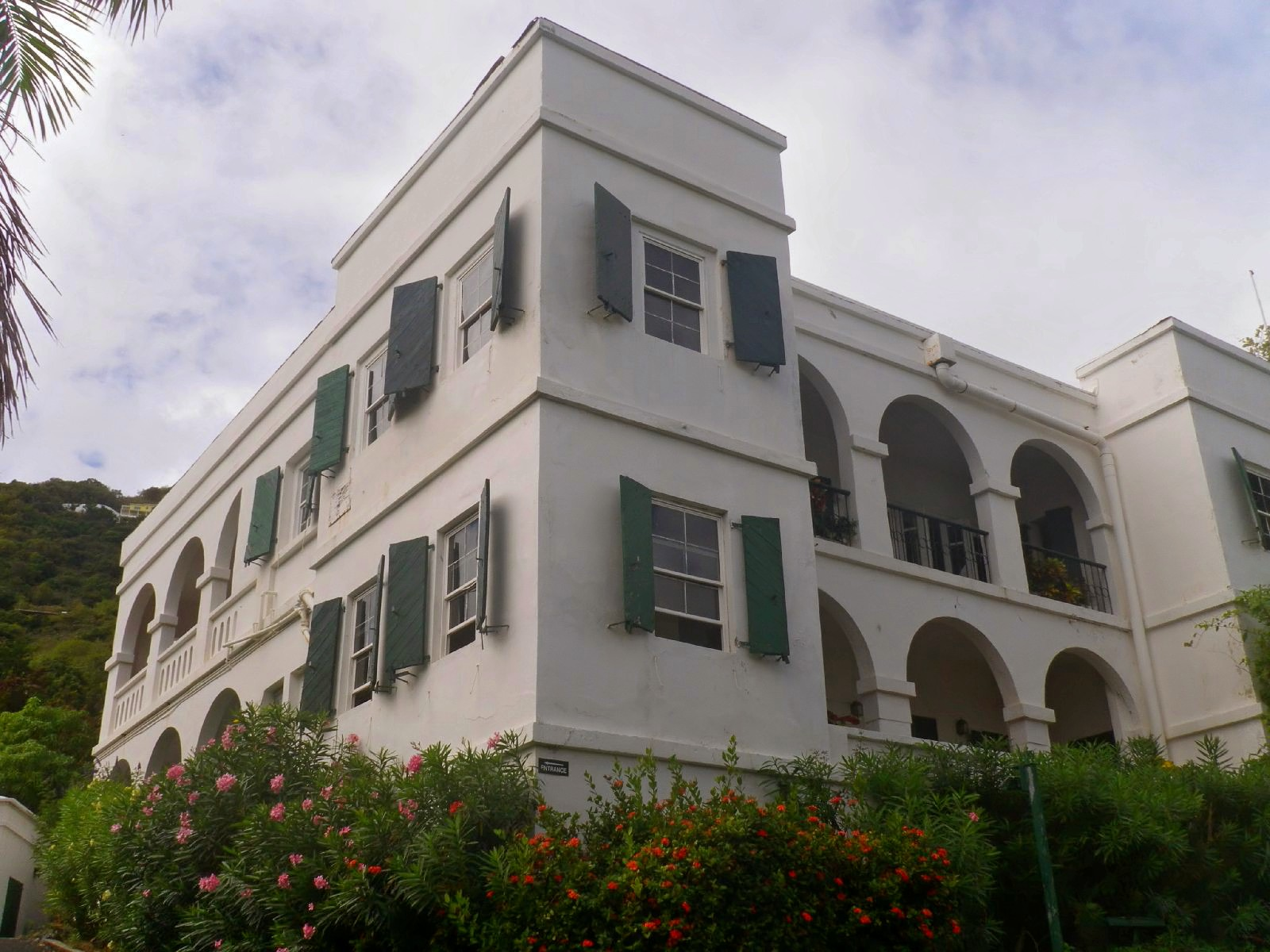
La antigua Casa de Gobierno ahora funciona como residencia del gobernador

Es uno de los diecisiete territorios no autónomos bajo supervisión del Comité de Descolonización de las Naciones Unidas, con el fin de eliminar el colonialismo.

### Derecho
El Derecho de las Islas Vírgenes Británicas es una combinación de Derecho consuetudinario y estatuto, y se basa en gran medida en el Derecho inglés.
El Derecho de las Islas Vírgenes Británicas tiende a ser una combinación de lo muy antiguo y lo muy nuevo. Como uno de los principales centros financieros extraterritoriales, el territorio cuenta con una legislación muy moderna en materia de derecho de sociedades, insolvencia, derecho bancario, derecho fiduciario, seguros y otros asuntos relacionados. Sin embargo, en algunas áreas del derecho, como el derecho de familia, las leyes de las Islas Vírgenes Británicas se basan en leyes inglesas muy antiguas, y pueden causar algunas dificultades en los tiempos modernos. Otras áreas del derecho, como el derecho internacional, se regulan esencialmente de forma externa a través del Ministerio de Asuntos Exteriores y de la Commonwealth, en Londres, mediante una Orden del Consejo. Una gran parte de la legislación de las Islas Vírgenes Británicas está constituida por el derecho consuetudinario, que se actualiza continuamente a través de precedentes judiciales en el territorio y en otros países de derecho consuetudinario.

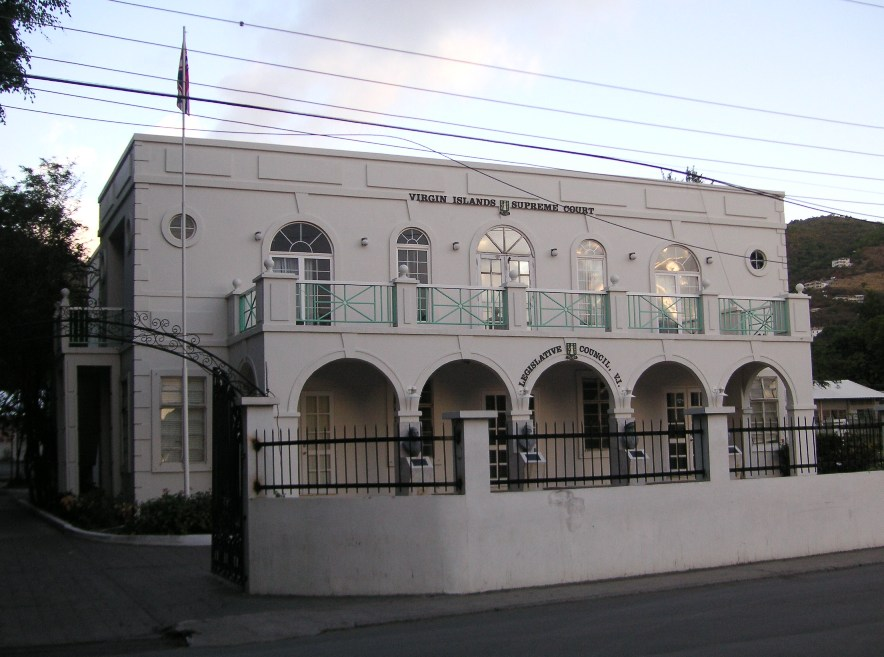
Sede del Parlamento local y de la Corte Suprema de las Islas Vírgenes Británicas

Las Islas Vírgenes Británicas son un territorio dependiente del Reino Unido. Aunque el poder legislativo y los tribunales locales son independientes del Reino Unido, el Gobierno británico se ocupa de la mayoría de las relaciones internacionales en nombre del territorio, aunque se ha delegado en él autoridad para negociar en su propio nombre en determinados ámbitos. Las Islas Vírgenes Británicas no tienen voto propio en las Naciones Unidas.
La historia jurídica temprana de las Islas Vírgenes Británicas se ve algo dificultada por el hecho de que, en los tiempos de la colonización, a menudo no estaba claro quién controlaba las islas. Las islas fueron colonizadas por primera vez en la época moderna por los holandeses, pero en 1628 la Corona inglesa concedió patentes para el asentamiento de lo que hoy son las Islas Vírgenes Británicas a Lord Willoughby. Los británicos expulsaron a los holandeses en 1672 durante la Tercera Guerra Anglo-Holandesa, pero más tarde manifestaron su intención de devolver las islas a los holandeses. Más tarde se retractaron de esta postura y en 1698 el gobierno británico adoptó la postura de que el territorio era una posesión británica (véase en general: Historia de las Islas Vírgenes Británicas).

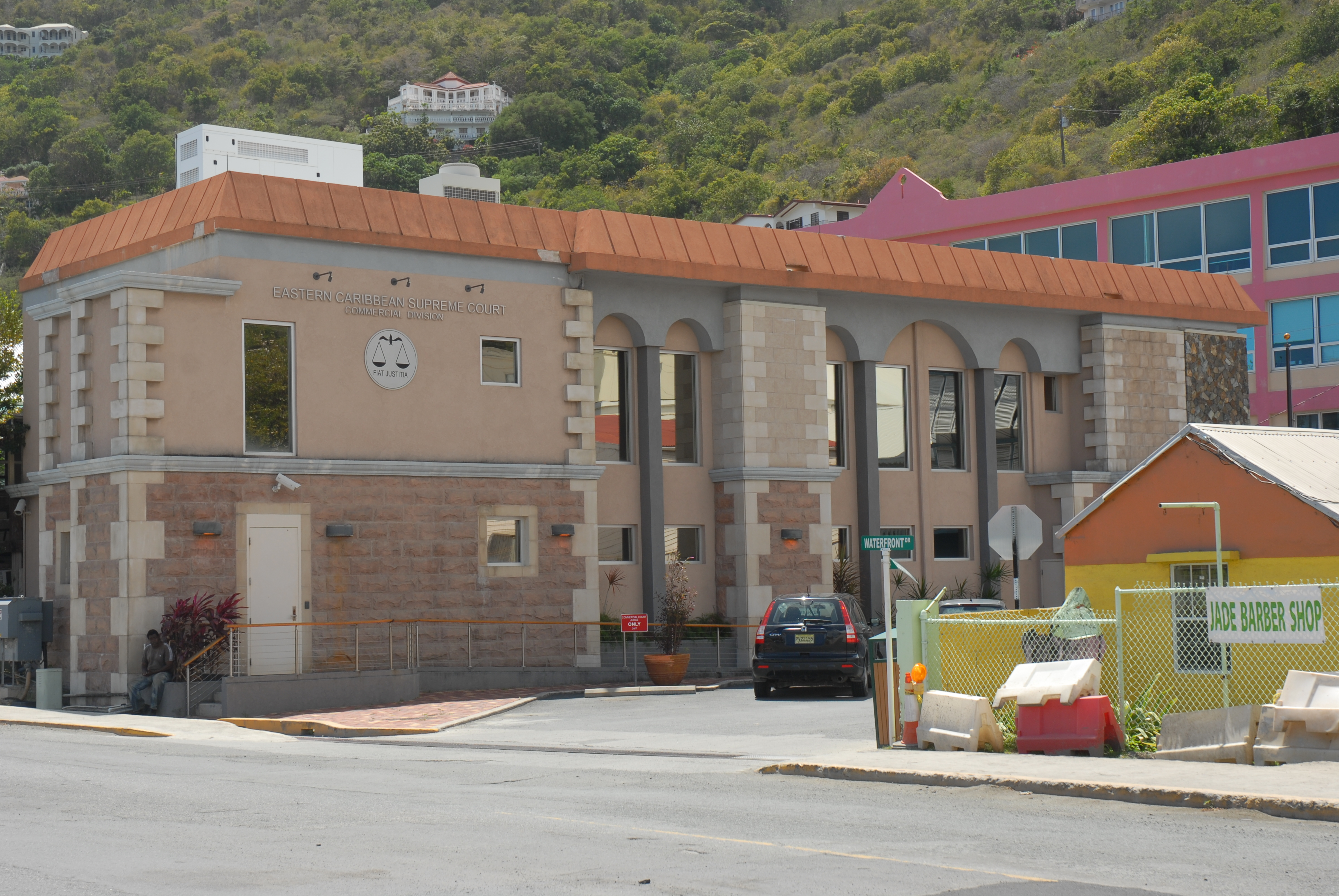
Sede de la Corte Suprema del Caribe Oriental en las Islas Vírgenes Británicas

No fue hasta 1773 cuando las Islas Vírgenes Británicas tuvieron realmente su propia asamblea legislativa. Antes de esa fecha, la legislatura de las Islas de Sotavento, en Antigua, extendió las leyes al territorio. Algunas de estas leyes siguen vigentes en las Islas Vírgenes Británicas, como la Ley de Derecho Común (Declaración de Aplicación) (Cap 13), que data de 1705. Las dudas sobre la validez de estas leyes fueron despejadas por la Ley de Validez de Leyes Coloniales de 1865.
La Asamblea Legislativa se reunió por primera vez el 27 de enero de 1774, pero hubo que esperar una década más para que se estableciera un marco constitucional. Parte del problema radicaba en que las islas estaban tan escasamente pobladas que resultaba casi imposible constituir los órganos de gobierno.
En 1776 George Suckling fue nombrado presidente del Tribunal Supremo, aunque no llegó hasta 1778, debido a las maniobras políticas en el territorio. Tras su llegada, la legislatura acabó deshaciéndose de Suckling al negarse a aprobar la Ley de la Corte. La primera ley aprobada por una legislatura local en las Islas Vírgenes Británicas se refería a los castigos para los esclavos fugitivos. La segunda establecía un mecanismo para resolver antiguas disputas fronterizas. Ambas reflejaban sin duda las preocupaciones de los habitantes libres de las islas.
Pero el gobernador general se negó a dar su visto bueno a ningún proyecto de ley hasta que se aprobara un proyecto de ley sobre los tribunales. Los proyectos de ley aprobados por la Asamblea Legislativa necesitaban la aprobación del gobernador general en Antigua, y la legislación inicial era a menudo vetada. La Asamblea Legislativa de las Islas de Sotavento también podía aprobar leyes en virtud de un sistema cuasi-federal, y éstas se aplicaban a todos los territorios británicos de las islas de Sotavento Sin embargo, el gobernador general utilizó este veto para obligar a las Islas Vírgenes a aprobar una legislación que estableciera un tribunal.
Finalmente, en 1783 se aprobó el proyecto de ley del tribunal junto con un proyecto de ley de validación de títulos como forma de compromiso. No obstante, se tardó algún tiempo en obtener un presidente del Tribunal Supremo cuyo nombramiento pudiera ser confirmado.
En 1867, el territorio obtuvo su primera constitución escrita en forma de Ordenanza Constitucional, que abolía la anterior asamblea legislativa y establecía un nuevo consejo legislativo. Sin embargo, la abolición de la esclavitud y el desplome de los precios del azúcar en el siglo XIX condujeron prácticamente a la ruina económica de las islas y, aunque la legislatura cojeó durante algún tiempo, acabó disolviéndose formalmente en 1901.Tras la famosa marcha de 1947, la legislatura fue restaurada en 1950, y el autogobierno permanente se devolvió en 1967.
El principal objetivo de la Constitución de 1950 era devolver el poder del gobernador de las islas de Sotavento al reformado Consejo Legislativo de las Islas Vírgenes Británicas. Históricamente se considera una medida de contención; una parte del proceso que finalmente condujo al gobierno constitucional más fundamental de 1967. El Gobierno británico esperaba que, tras la abolición de la Federación de las Islas de Sotavento en 1956, las Islas Vírgenes Británicas se unieran a la nueva Federación de las Indias Occidentales, pero hubo poco entusiasmo al respecto, por lo que finalmente se promulgó la Constitución de 1967.La Constitución de 1967 fue finalmente sustituida por una Constitución revisada y actualizada en 1976, y la Constitución de 1976 fue modificada en varios puntos, y a su vez sustituida en 2007 por la forma actual.

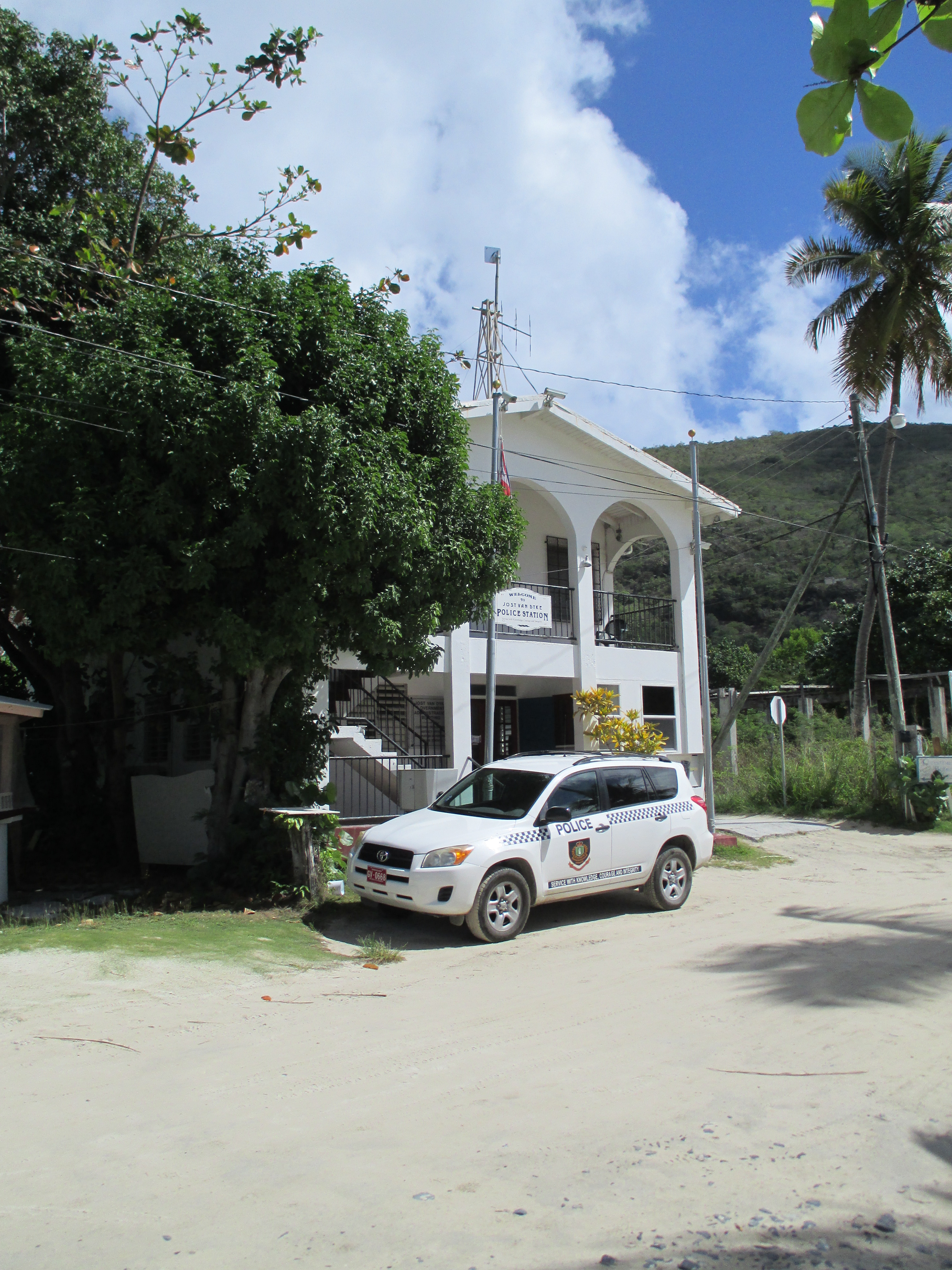
Estación y vehículo de la Policía de las Islas Vírgenes Británicas

### Derechos Humanos
En la práctica, se respetan los derechos humanos básicos en las Islas Vírgenes Británicas (IVB). Los informes sobre represión de la libertad de expresión, injerencias en la democracia o el Estado de derecho, detenciones arbitrarias y tortura son, en general, inexistentes. Las Islas Vírgenes Británicas han sido descritas como "generalmente libres de abusos contra los derechos humanos".
Sin embargo, las leyes de las Islas Vírgenes Británicas discriminan abiertamente a las personas que no poseen lo que se denomina "estatus de pertenencia". Esta forma de discriminación está expresamente preservada en la constitución de las Islas Vírgenes Británicas, que excluye a los no pertenecientes del pleno alcance de sus protecciones contra la discriminación. Pertenecientes y no pertenecientes comparten derechos desiguales al empleo y a la compra de propiedades, y en ciertos casos los no pertenecientes están sujetos a tipos impositivos más elevados. Además, los expatriados que ejercen determinadas profesiones, sus familias y sus hijos, son objeto de explotación y abusos que su condición les hace más difícil combatir.
La Constitución también prevé la creación de una Comisión de Derechos Humanos para supervisar y garantizar la protección de los derechos humanos, aunque hasta la fecha no se ha constituido ninguna.
En 2017 se introdujo legislación en la Cámara de la Asamblea de las Islas Vírgenes Británicas para establecer una Comisión, pero el proceso legislativo se retrasó cuando el huracán Irma azotó el Territorio y el proyecto aún no se ha convertido en ley.
El Código Penal de las Islas Vírgenes Británicas tipifica algunos delitos específicos relacionados con los derechos humanos, como el genocidio, pero no contiene ninguna declaración general de derechos humanos.

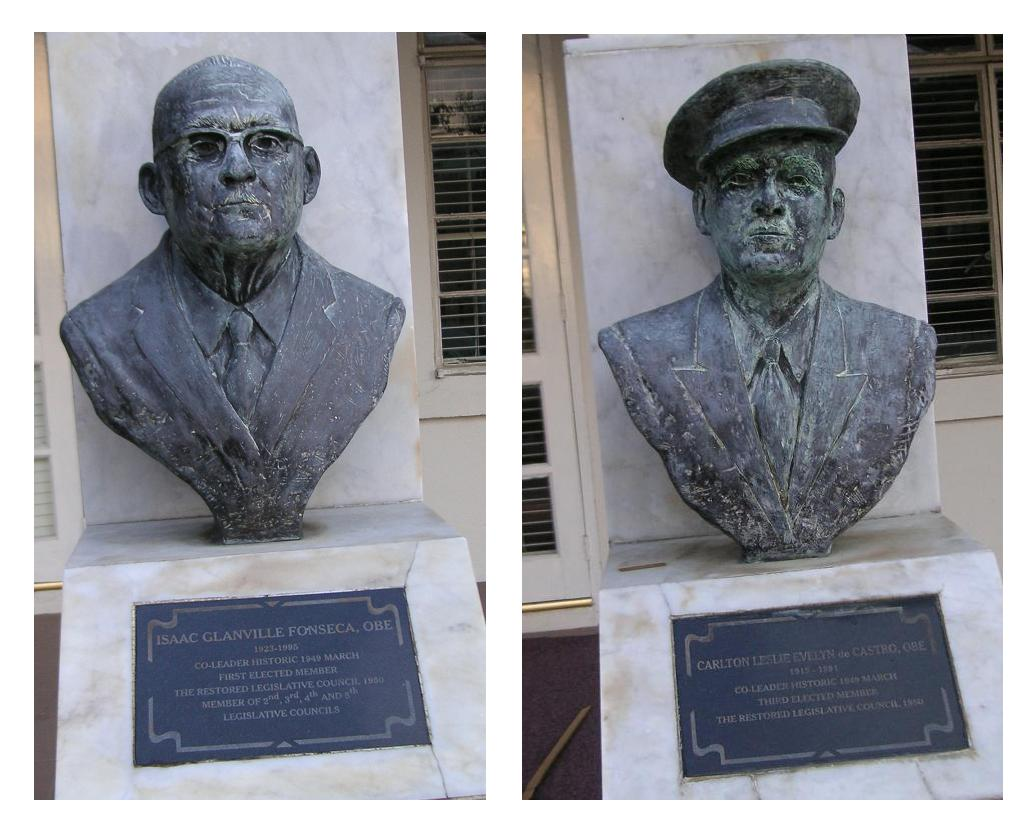
Bustos de Carlton de Castro e Isaac Fonseca, en el exterior del Consejo Legislativo de las Islas Vírgenes Británicas. Ellos fueron dos de los primeros parlamentarios originarios del territorio

### Elecciones
En las Islas Vírgenes Británicas se celebran elecciones para elegir a los miembros de la Cámara de la Asamblea (anteriormente denominada Consejo Legislativo). En las Islas Vírgenes Británicas no se celebran elecciones en relación con los nombramientos para los poderes Ejecutivo o Judicial, y no existen otros cargos de elección pública en las Islas Vírgenes Británicas. La mayoría de las elecciones se celebran como elecciones generales, que según la Constitución deben celebrarse cada cuatro años, o como elecciones parciales cuando un miembro de la Asamblea fallece o dimite. Desde la reintroducción de la democracia en las Islas Vírgenes Británicas en 1950 se han celebrado quince elecciones generales y tres elecciones parciales. Las últimas elecciones se celebraron el 25 de febrero de 2019.
Las Islas Vírgenes Británicas eligen a nivel territorial a una asamblea legislativa unicameral. La Cámara de la Asamblea tiene un total de 15 miembros, 13 de los cuales son miembros elegidos por el público para un mandato de cuatro años, más dos miembros de oficio sin derecho a voto: el fiscal general y el presidente de la Cámara. De los 13 miembros elegidos, nueve representan a los distritos territoriales y cuatro son elegidos por sufragio universal.
Desde 1999, las Islas Vírgenes Británicas tienen un sistema bipartidista, lo que significa que hay dos partidos políticos dominantes. Antes de 1999, el panorama político era mucho más variado, y a veces tres o incluso cuatro partidos políticos se presentaban seriamente a las elecciones. En el periodo de 1990 a 1995 no había realmente ningún otro partido político serio que ofreciera una alternativa al Partido de las Islas Vírgenes en el Territorio. 
Históricamente, a los candidatos independientes les ha ido bien en las Islas Vírgenes Británicas; en las elecciones generales de 1979, los candidatos independientes obtuvieron una mayor proporción de votos (38,0 %) que cualquier partido político, y ganaron 4 de los 9 escaños disponibles. Sin embargo, las elecciones generales de 1999 fueron las primeras en las que no salió elegido ningún candidato independiente, y desde esa fecha sólo ha salido elegida una persona que se presentaba como candidato independiente (Alvin Christopher en las elecciones generales de 2003).
Las elecciones se celebran al menos cada cuatro años. El sistema electoral es el de Westminster. Los partidos designan a sus candidatos en una jornada de presentación de candidaturas, y las elecciones se celebran varias semanas después. El Gobierno lo forma el líder más capaz de conseguir la mayoría en la Cámara.

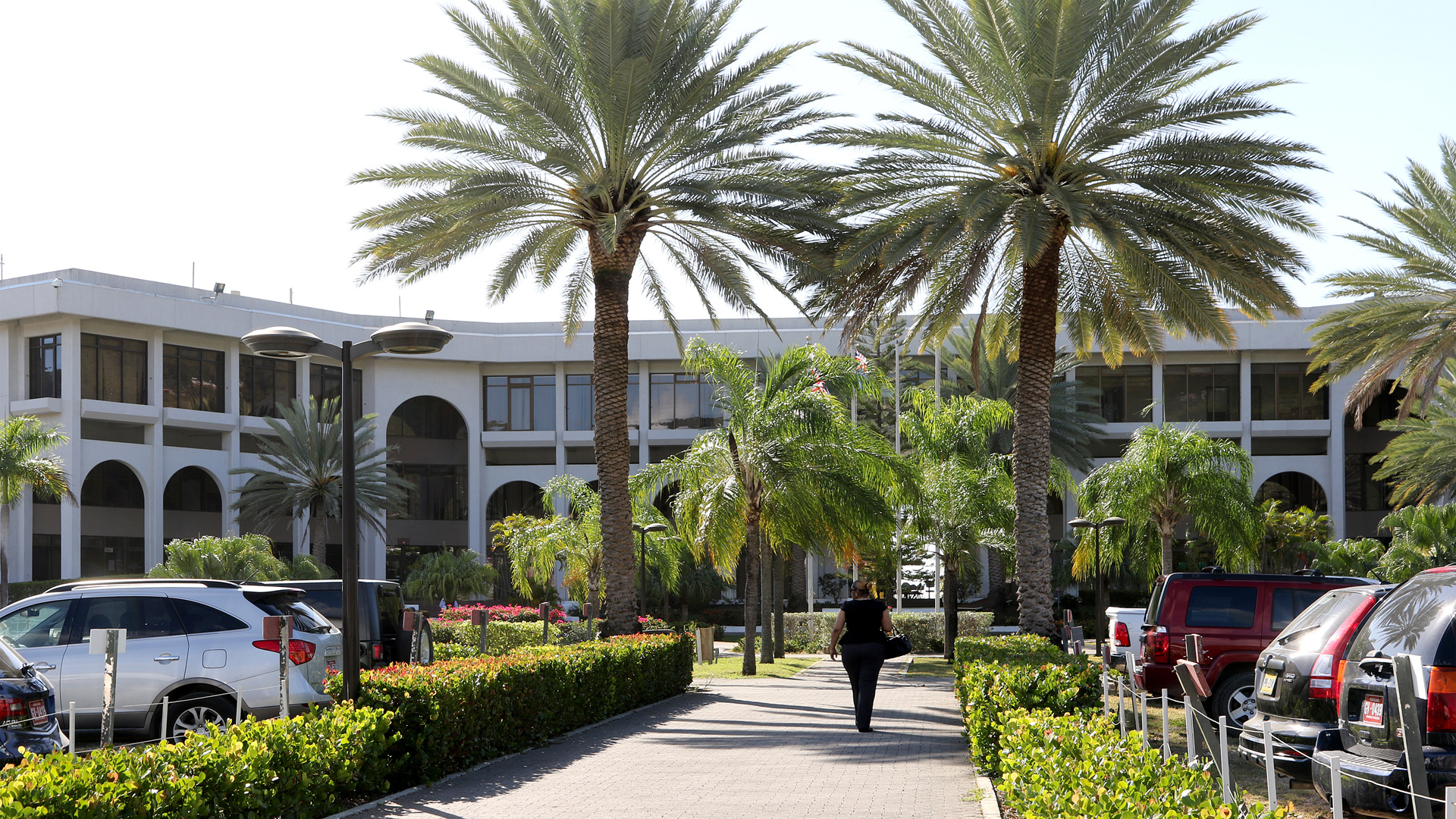
Edificios del Gobierno de las Islas Vírgenes Británicas

### Partidos Políticos
Las Islas Vírgenes Británicas tienen un sistema bipartidista, lo que significa que hay dos partidos políticos dominantes, lo que dificulta que alguien logre el éxito electoral bajo la bandera de cualquier otro partido. En ninguna de las cuatro elecciones anteriores ha ganado un escaño un candidato que no se presentara por ningún partido que no fuera uno de los dos principales (aunque un candidato ha ganado presentándose como independiente). Antes de 1999 se celebraron varias elecciones multipartidistas a las que concurrieron cuatro o más partidos y en las que obtuvieron escaños tres o más partidos.
Hay cuatro partidos principales activos actualmente en el Territorio, y entre todos ocupan todos los escaños de la legislatura. Dos de ellos se formaron en 2018, los otros dos son mucho más antiguos.
- Partido de las Islas Vírgenes (Virgin Islands Party)[29][30] fundado en 1971 su líder es Natalio Wheatley Actual partido gobernante. Victorias en las elecciones generales de 1979, 1986, 1990, 1995, 1999, 2007 y 2019
- Partido Nacional Democrático (National Democratic Party)[31][32] fundando en 1999 bajo el liderazgo de Marlon Penn Principal partido de la oposición actual. Victorias en las elecciones generales de 2003, 2011 y 2015
- Movimiento Progresista de las Islas Vírgenes (Progressive Virgin Islands Movement)[33][34] establecido en 2018 está bajo la dirección de Ronnie Skelton.

Varios partidos han ocupado anteriormente escaños en la asamblea legislativa de las Islas Vírgenes Británicas, pero ya no están vigentes ni activos.
- Partido Unido con victorias en las elecciones generales de 1967, 1975 y 1983. El último candidato elegido fue Andre Penn en 1995. El último candidato en presentarse fue Conrad Maduro en unas elecciones parciales de 2005.
- VI Partido Democrático Ganó las elecciones generales de 1971 (junto con Willard Wheatley (Ind)). Participó en todas las elecciones generales de 1967 a 1979, excepto en 1975. Formó el principal partido de la oposición tras las elecciones generales de 1967. Ganó escaños por última vez en 1971 (tres candidatos). El último candidato fue Q.W. Osborne en 1979.Representación de las Islas Vírgenes Británicas en la Feria ITB 2016 realizada en Berlín, Alemania

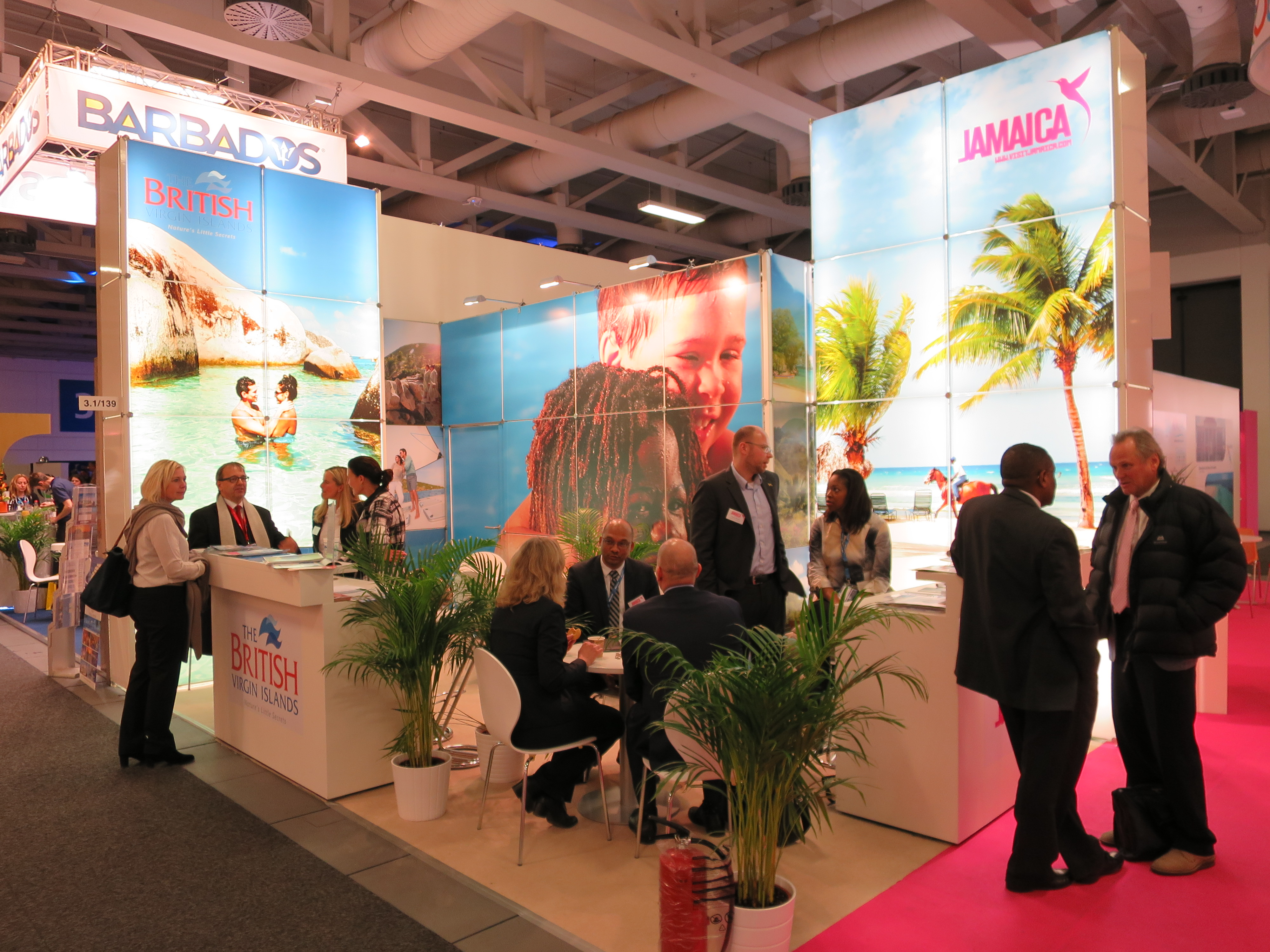
Representación de las Islas Vírgenes Británicas en la Feria ITB 2016 realizada en Berlín, Alemania

- Partido Popular Nunca ganó unas elecciones generales. Sólo se presentó a las elecciones generales de 1967 y obtuvo un escaño.
- Movimiento Popular Independiente Presentó dos candidatos en las elecciones generales de 1990; uno fue elegido (Omar Hodge). Ninguna otra aparición electoral.
- Progresistas Unidos Nunca ganó unas elecciones generales. Presentó cuatro candidatos en las elecciones generales de 2019, obteniendo un escaño.

### Política Exterior
Las relaciones exteriores de las Islas Vírgenes Británicas son llevadas a cabo en gran medida en nombre del Gobierno de las Islas Vírgenes Británicas por el Reino Unido a través del Ministerio de Asuntos Exteriores y de la Commonwealth como consecuencia del estatus del Territorio como Territorio británico de ultramar. Sin embargo, la Constitución de las Islas Vírgenes Británicas establece que este poder se delega en el primer ministro y los ministros del Gobierno en relación con determinadas áreas específicas:
- la Comunidad del Caribe, la Organización de Estados del Caribe Oriental, la Asociación de Estados del Caribe, la Comisión Económica de las Naciones Unidas para América Latina y el Caribe, o cualquier otra organización o institución regional del Caribe;

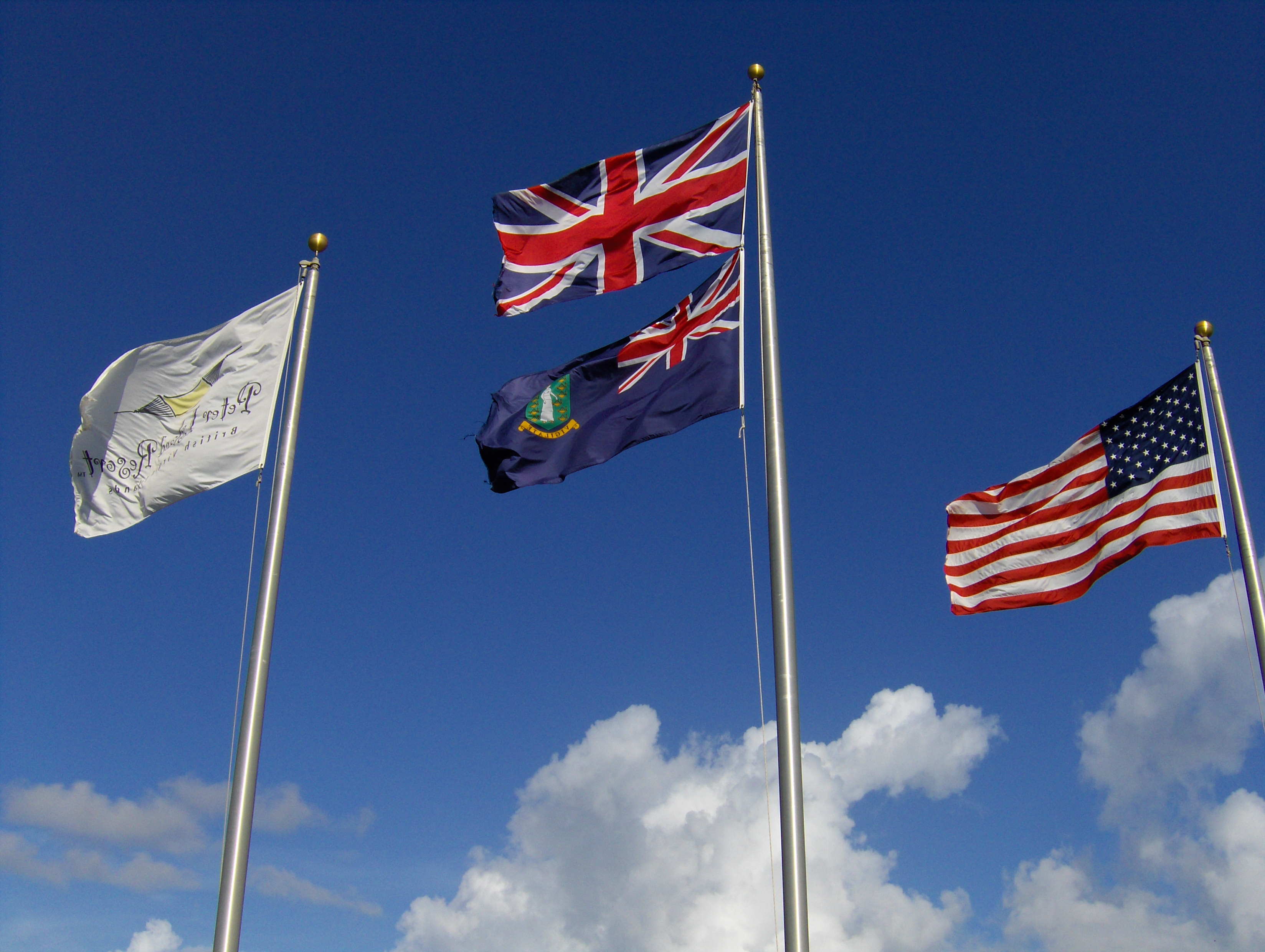
Banderas del Reino Unido, Estados Unidos y las Islas Vírgenes Británicas en la isla Peter. Las islas usan el dólar estadounidense como su moneda oficial

- Banderas del Reino Unido, Estados Unidos y las Islas Vírgenes Británicas en la isla Peter. Las islas usan el dólar estadounidense como su moneda oficialotros asuntos regionales del Caribe relacionados específicamente con cuestiones que interesen o afecten a las Islas Vírgenes Británicas;
- las relaciones entre las Islas Vírgenes Británicas y las Islas Vírgenes de los Estados Unidos en asuntos de interés mutuo
- Turismo y asuntos relacionados con esta actividad.
- la fiscalidad y la regulación de las finanzas y los servicios financieros; y
- asuntos de la Unión Europea que afecten directamente a los intereses del Territorio.

No obstante, la Constitución impone una serie de restricciones al ejercicio por parte de los ministros de esa competencia delegada, entre ellas la necesidad de contar con una autorización independiente del Secretario de Estado para celebrar cualquier tratado u otro acuerdo internacional, y el requisito de mantener al gobernador "plenamente informado" de las actividades pertinentes y de facilitar, previa petición, todos los documentos e información relacionados con tales asuntos.
A su vez, el Gobierno británico ha indicado en una carta de encomienda que consultará plenamente a las Islas Vírgenes Británicas en relación con los asuntos que están reservados al Gobierno del Reino Unido, entre ellos la defensa, la seguridad interior y la aviación civil.
Debido a su condición de territorio de ultramar del Reino Unido, las Islas Vírgenes Británicas no tienen representación ni en las Naciones Unidas ni en la mayoría de las demás organizaciones internacionales. Tampoco gozan de acuerdos consulares directos con ningún otro país. No obstante, las Islas Vírgenes Británicas siguen participando en algunas organizaciones internacionales.

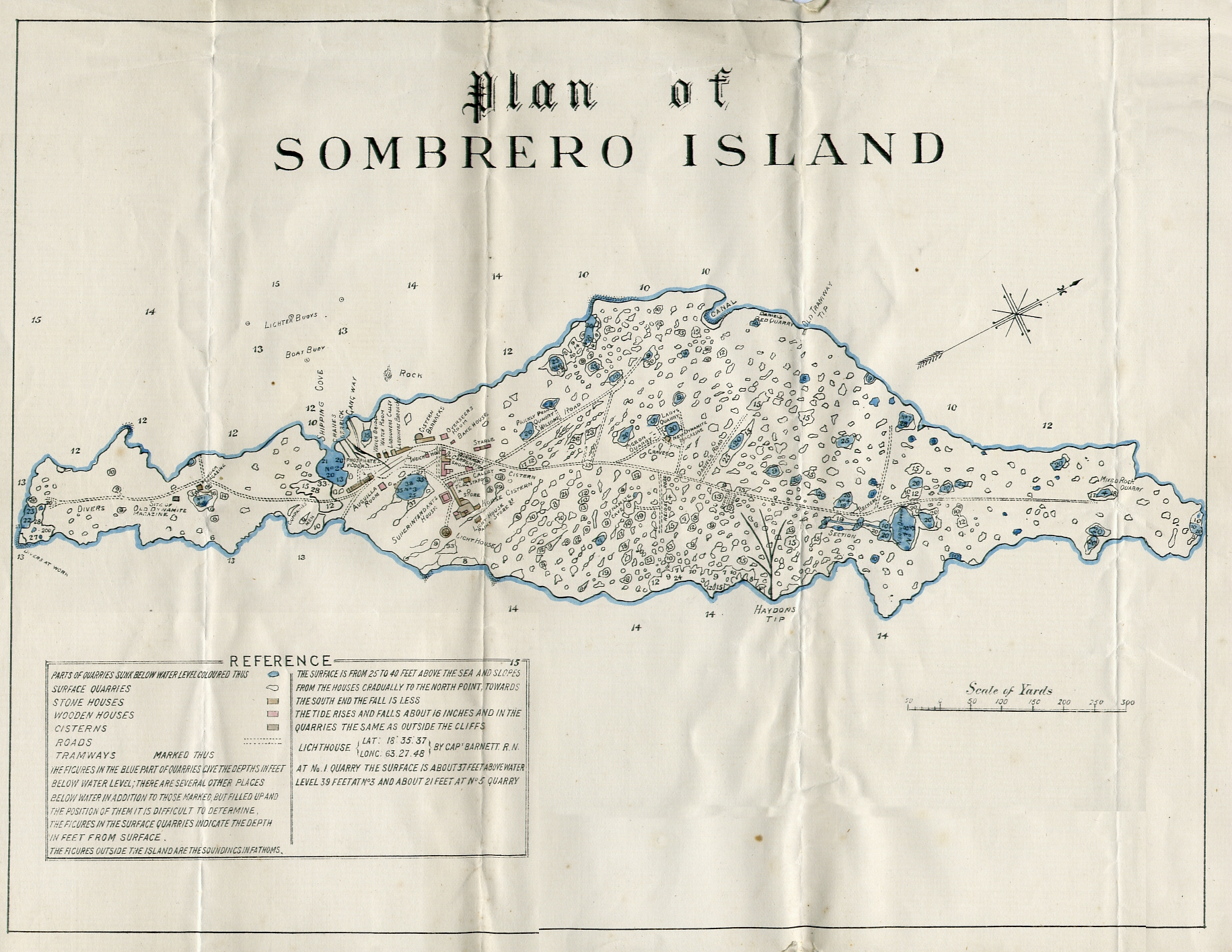
Mapa de la isla Sombrero de 1880

### Disputas territoriales
Las Islas Vírgenes Británicas no son parte en ninguna disputa territorial en la actualidad.
A lo largo de su historia ha habido algunos desacuerdos menores en cuanto al alcance del Territorio, todos los cuales se resolvieron amistosamente y en cada caso las Islas Vírgenes Británicas perdieron el territorio en cuestión.
Tras arrebatar el control de las islas a los holandeses, los británicos también reclamaron inicialmente Santa Cruz (también conocida como "Saint Croix"), pero abandonaron esa reclamación en 1729.
En el periodo inmediatamente posterior al colapso de la Federación de las Indias Occidentales, no estaba claro a qué grupo pertenecería la isla del Sombrero (también conocida como "Hat Island"), pero las Islas Vírgenes Británicas la cedieron formalmente a la isla de Anguila por estatuto.
En la década de 1970 surgió un desacuerdo entre las Islas Vírgenes Británicas y las Islas Vírgenes de Estados Unidos sobre a qué lado de la frontera marítima estaba la isla Flanagan (antes conocida como "isla Witch"). Los británicos renunciaron a su reclamación en 1977 en favor de los estadounidenses, que a partir de entonces declararon Flanagan reserva natural.

## Geografía

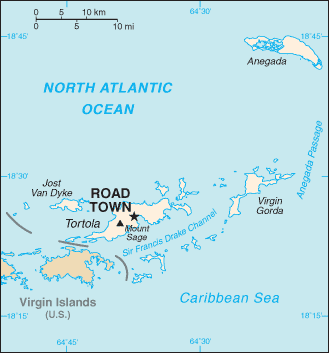
Mapa de las Islas Vírgenes Británicas.

Las Islas Vírgenes Británicas comprenden aproximadamente cincuenta pequeñas islas caribeñas; alrededor de quince están habitadas. Localizadas a unos kilómetros al este de las Islas Vírgenes Estadounidenses, el océano Atlántico Norte queda al norte y el mar Caribe al sur.
Las islas más grandes del archipiélago son Tórtola (55 km²), Anegada (36 km²), Virgen Gorda (21 km²), y Jost Van Dyke (8 km²). Road Town, la capital y ciudad más grande, está situada en la isla de Tórtola.
La cumbre más alta es el Pico de Sage con 512 metros. Su superficie terrestre total es de 153 km² (un poco más pequeña que Liechtenstein o Aruba).

### Clima
Las Islas Vírgenes Británicas tienen un clima tropical, moderado por los vientos alisios. Las temperaturas varían poco a lo largo del año. En la capital Road Town las temperaturas máximas diarias son de alrededor de 32 °C en verano y 29 °C en invierno. Las temperaturas mínimas diarias son de alrededor de 24 °C en verano y 21 °C en invierno. Las precipitaciones promedio son de 1150 mm por año. 
Las precipitaciones pueden ser muy variables, pero los meses más lluviosos en promedio son de septiembre a noviembre y los meses más secos en promedio son febrero y marzo. Los huracanes de vez en cuando golpean las islas. La temporada de huracanes va desde junio a noviembre.
| Parámetros climáticos promedio de Islas Vírgenes Británicas | Parámetros climáticos promedio de Islas Vírgenes Británicas | Parámetros climáticos promedio de Islas Vírgenes Británicas | Parámetros climáticos promedio de Islas Vírgenes Británicas | Parámetros climáticos promedio de Islas Vírgenes Británicas | Parámetros climáticos promedio de Islas Vírgenes Británicas | Parámetros climáticos promedio de Islas Vírgenes Británicas | Parámetros climáticos promedio de Islas Vírgenes Británicas | Parámetros climáticos promedio de Islas Vírgenes Británicas | Parámetros climáticos promedio de Islas Vírgenes Británicas | Parámetros climáticos promedio de Islas Vírgenes Británicas | Parámetros climáticos promedio de Islas Vírgenes Británicas | Parámetros climáticos promedio de Islas Vírgenes Británicas | Parámetros climáticos promedio de Islas Vírgenes Británicas |
| Mes                                                         | Ene.                                                        | Feb.                                                        | Mar.                                                        | Abr.                                                        | May.                                                        | Jun.                                                        | Jul.                                                        | Ago.                                                        | Sep.                                                        | Oct.                                                        | Nov.                                                        | Dic.                                                        | Anual                                                       |
| ----------------------------------------------------------- | ----------------------------------------------------------- | ----------------------------------------------------------- | ----------------------------------------------------------- | ----------------------------------------------------------- | ----------------------------------------------------------- | ----------------------------------------------------------- | ----------------------------------------------------------- | ----------------------------------------------------------- | ----------------------------------------------------------- | ----------------------------------------------------------- | ----------------------------------------------------------- | ----------------------------------------------------------- | ----------------------------------------------------------- |
| Temp. máx. abs. (°C)                                        | 32.8                                                        | 31.7                                                        | 31.7                                                        | 35                                                          | 33.9                                                        | 35                                                          | 35                                                          | 35.6                                                        | 35                                                          | 33.3                                                        | 32.8                                                        | 30.6                                                        | 35.6                                                        |
| Temp. máx. media (°C)                                       | 26.1                                                        | 26.7                                                        | 27.8                                                        | 28.9                                                        | 29.4                                                        | 30                                                          | 30.6                                                        | 30.6                                                        | 30                                                          | 29.4                                                        | 27.8                                                        | 26.7                                                        | 28.7                                                        |
| Temp. mín. media (°C)                                       | 20                                                          | 19.4                                                        | 20                                                          | 20.6                                                        | 21.7                                                        | 22.8                                                        | 22.8                                                        | 22.8                                                        | 22.8                                                        | 22.2                                                        | 21.7                                                        | 20.6                                                        | 21.4                                                        |
| Temp. mín. abs. (°C)                                        | 16.7                                                        | 15.6                                                        | 15.6                                                        | 16.7                                                        | 17.8                                                        | 18.3                                                        | 18.9                                                        | 18.9                                                        | 16.1                                                        | 17.8                                                        | 17.2                                                        | 15.6                                                        | 15.6                                                        |
| Precipitación total (mm)                                    | 74.2                                                        | 63.2                                                        | 55.4                                                        | 84.6                                                        | 116.6                                                       | 70.6                                                        | 83.1                                                        | 111.8                                                       | 156                                                         | 133.4                                                       | 178.8                                                       | 111.8                                                       | 1239.3                                                      |
| Fuente: Intellicast                                         |                                                             |                                                             |                                                             |                                                             |                                                             |                                                             |                                                             |                                                             |                                                             |                                                             |                                                             |                                                             |                                                             |

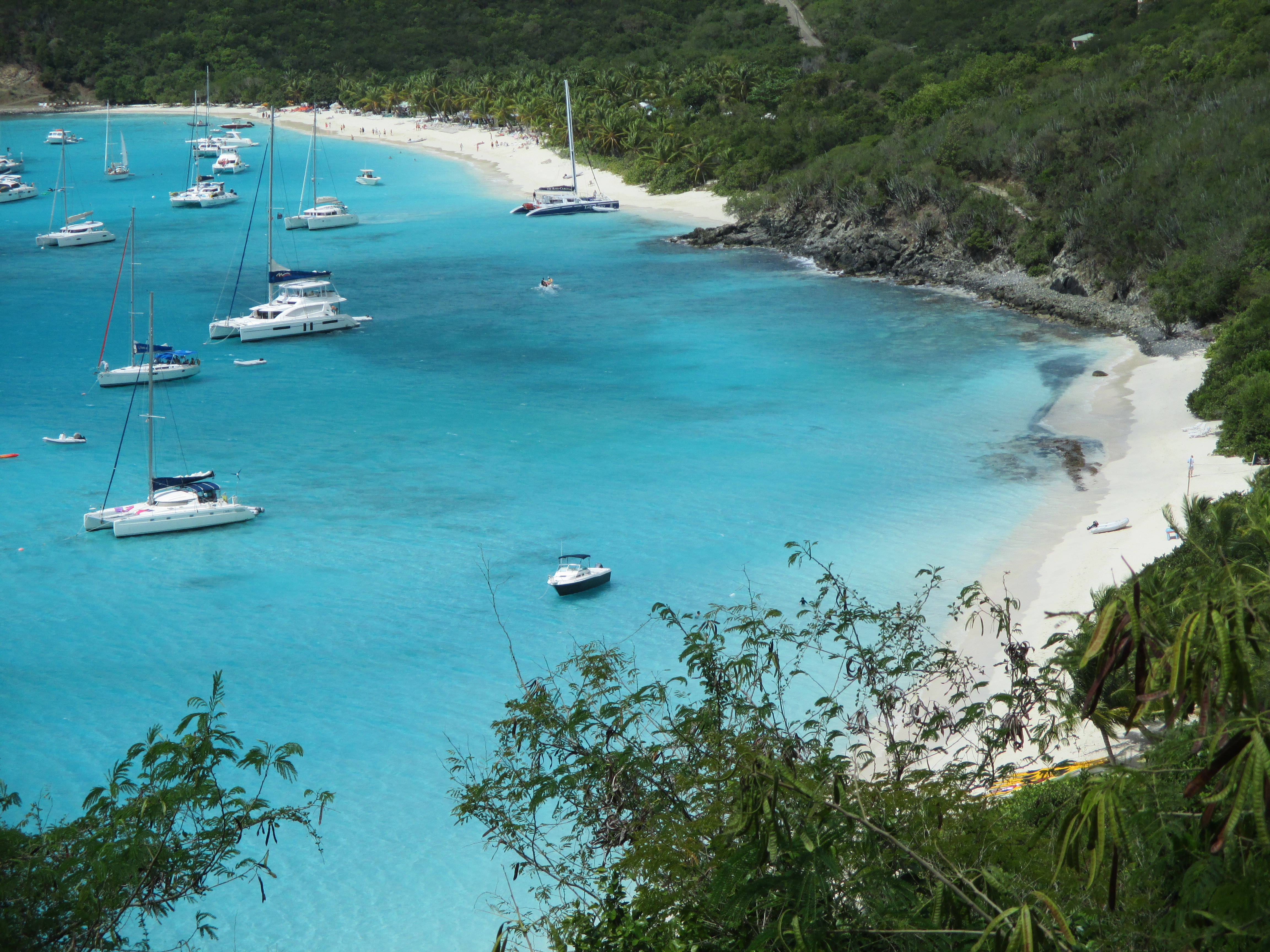
Bahía White (Blanca) en la isla de Jost Van Dyke

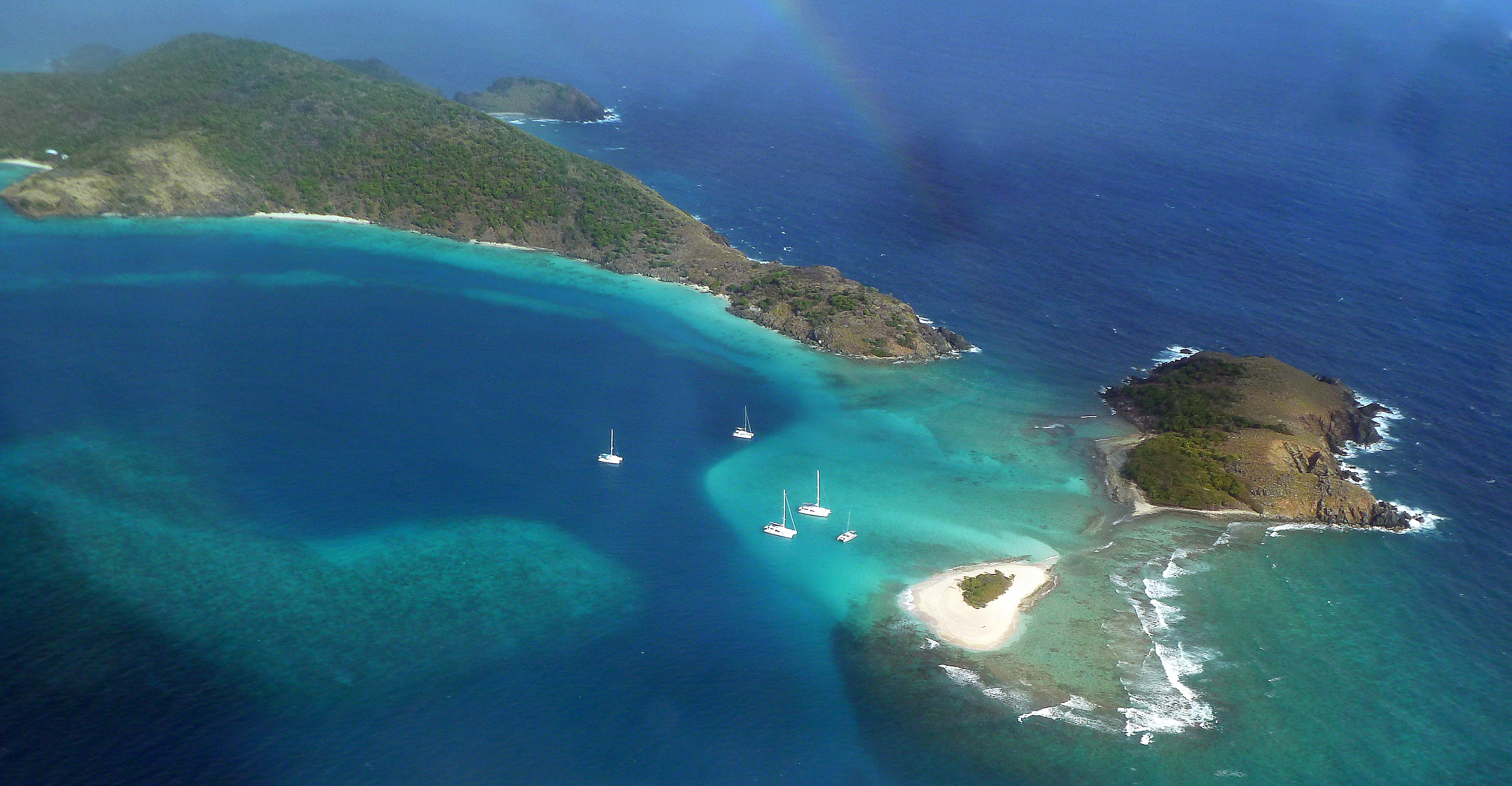
La isla Pequeña Jost Van Dyke y el Cayo Green (Verde)

El 6 de septiembre de 2017, el huracán Irma golpeó las islas, causando grandes daños, especialmente en Tórtola, y matando a cuatro personas. La Agencia de Gestión de Emergencias por Desastres del Caribe declaró el estado de emergencia. De visita en Tórtola el 13 de septiembre de 2017, el ministro de Asuntos Exteriores del Reino Unido, Boris Johnson, dijo que le recordaban las fotos de Hiroshima después de haber sido alcanzada por la bomba atómica.
Para el 8 de septiembre, el gobierno del Reino Unido envió tropas con suministros médicos y otro tipo de ayuda. Se esperaba que llegaran más tropas uno o dos días después, pero no se esperaba que el HMS Ocean, que transportaba una ayuda más amplia, llegara a las islas hasta dentro de dos semanas.
El empresario Richard Branson, residente en la isla Necker, pidió al Gobierno británico que elaborara un plan de recuperación masiva de la catástrofe que incluyera "tanto ayuda a corto plazo como gasto en infraestructuras a largo plazo". El primer ministro Orlando Smith también pidió un paquete de ayuda integral para reconstruir el territorio. El 10 de septiembre, la primera ministra británica, Theresa May, prometió 32 millones de libras esterlinas al Caribe para un fondo de ayuda a los damnificados por el huracán y prometió que el Gobierno británico igualaría las donaciones del público al llamamiento de la Cruz Roja británica.

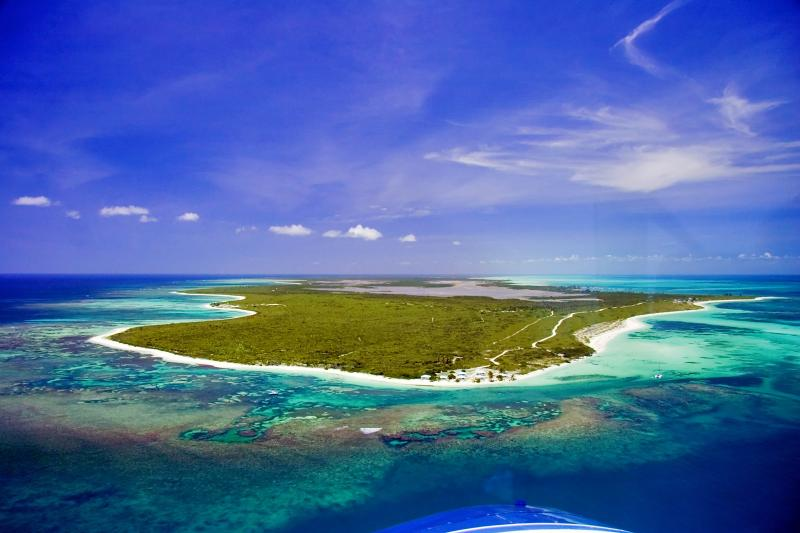
West End (literalmente El Fin Oeste) en la isla de Anegada

No se facilitaron datos concretos a los medios de comunicación sobre la cantidad que se destinaría a las Islas Vírgenes. La visita de Boris Johnson a Tórtola el 13 de septiembre de 2017 durante su gira por el Caribe tenía como objetivo confirmar el compromiso del Reino Unido de ayudar a restaurar las islas británicas, pero no proporcionó ningún comentario adicional sobre el paquete de ayuda. Sí confirmó que el HMS Ocean había partido hacia las Islas Vírgenes Británicas transportando artículos como madera, cubos, agua embotellada, alimentos, leche para bebés, ropa de cama y ropa, así como diez camionetas, materiales de construcción y ferretería.
El Reino Unido se ofreció a suscribir préstamos para la reconstrucción de hasta 400 millones de dólares, siempre y cuando se rindieran cuentas de cómo se gastaba el dinero. Los sucesivos gobiernos del NDP y del VIP se negaron, a pesar de que se había creado una Autoridad de Recuperación y Desarrollo dirigida por personal de infraestructuras altamente cualificado, muchos de ellos exmilitares con décadas de experiencia en reconstrucción de infraestructuras en zonas de guerra y desastres naturales. Muchos residentes adinerados también propusieron un gran plan de reconstrucción, empezando por infraestructuras clave, como el instituto. Casi cinco años después, no había señales de que se hubiera reconstruido el instituto ni otras infraestructuras clave.

### Flora y fauna

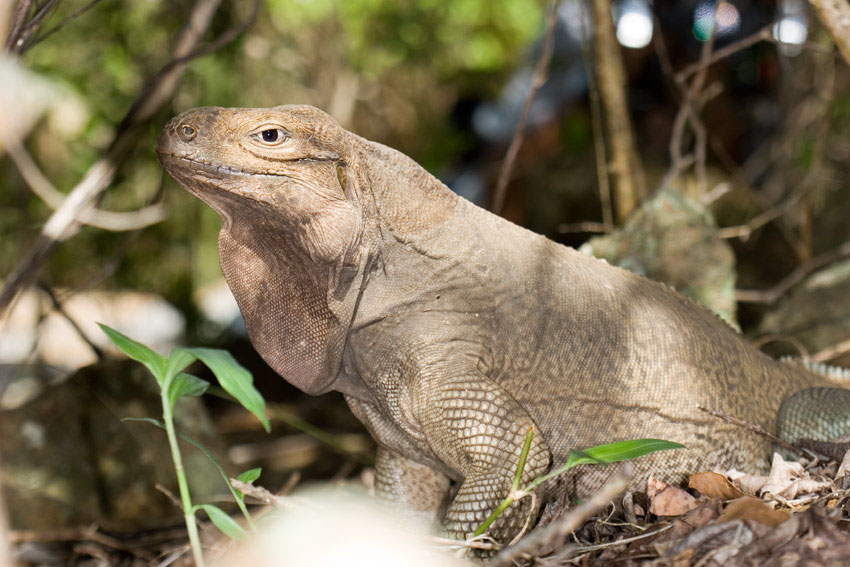
La iguana de Anegada (Cyclura pinguis) es una especie de iguana antillana en grave peligro de extinción. Extinta en Puerto Rico y Saint Thomas, solo sobrevive en la isla de Anegada.

Los bosques en la mayor parte de las islas se componen de árboles de caoba, higueras y helechos. Las islas de las Antillas Menores, son un paraíso de frutas tropicales con árboles de mango, papaya y coco que crecen en su suelo en abundancia, también contienen numerosos animales, incluyendo lagartos, monos y pequeñas lagartijas. En las islas de Tórtola y Virgen Gorda. Como cuestión de hecho, el nombre Tórtola se deriva de la 'tierra de tórtolas', el pájaro que simboliza las Islas Vírgenes Británicas. en las islas puede encontrarse palomas, garzas, garcetas, halcones y colibríes. La vida marina incluye una amplia variedad de peces que pululan alrededor de los arrecifes de coral y restos de naufragios. En el invierno, las ballenas jorobadas vienen a reproducirse en el canal de Drake.
Las plantas que solo están en Anegada son las acacia anegadensis y las Metastelma anegadense que están en peligro crítico debido al cambio climático. La Pitcairnia jareckii es una bromelia conocida solamente en la Isla de Guana, Y la kiaerskov's lidflower anteriormente también estaba en Puerto Rico, pero ahora solamente sobreviven en las islas Virgen Gorda y Tórtola.

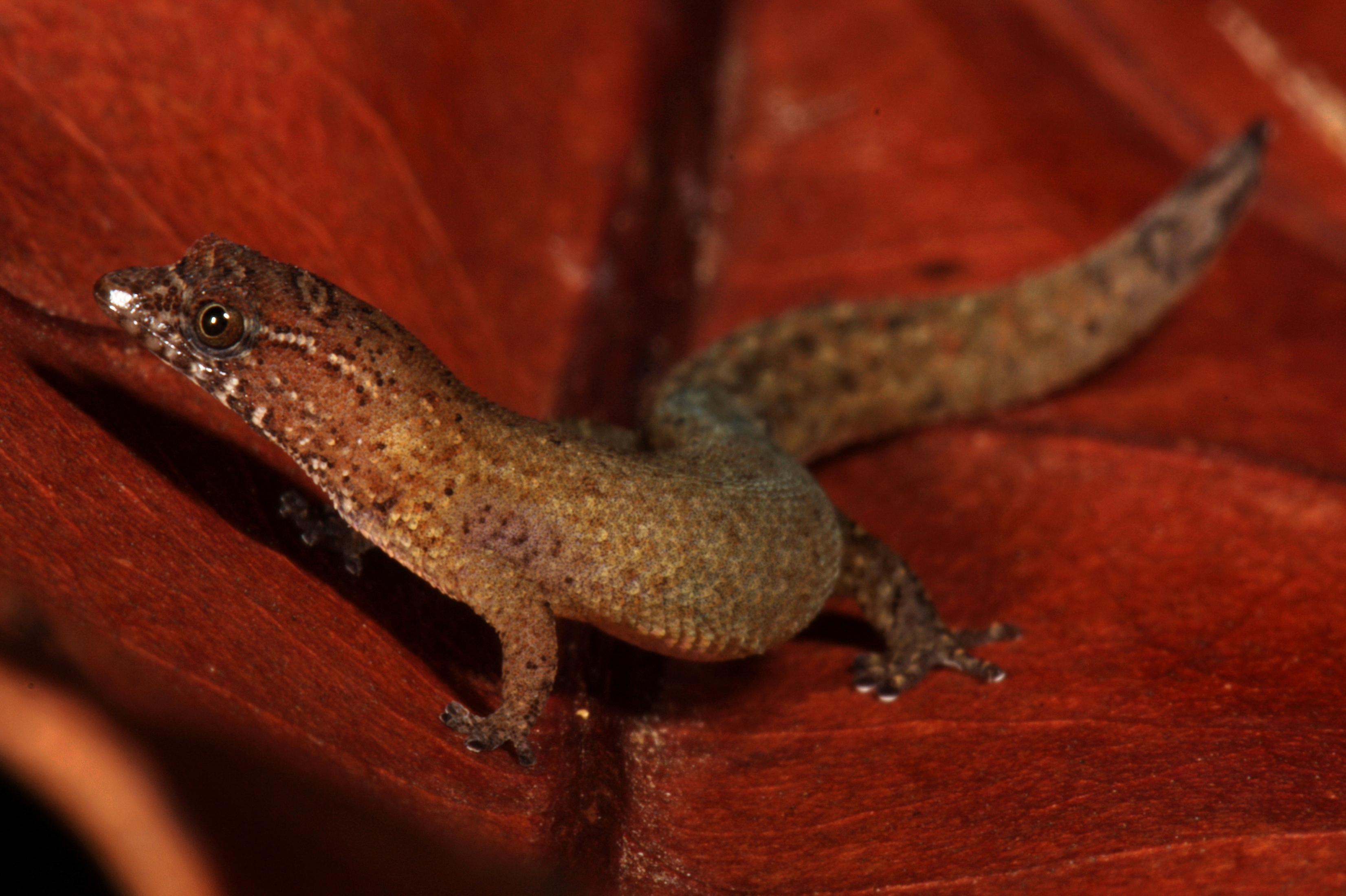
El gecko enano de las Islas Vírgenes tiene un color marrón oscuro en su parte superior, a menudo con un moteado de escalas más oscuras. En promedio, mide 18 mm

El reptil más espectacular se encuentra en las Islas Vírgenes Británicas que están en peligro crítico, la iguana de anegada en la isla de Anegada dejando posiblemente menos de 200 iguanas en total que están al borde de la extinción. Tan solo 32 mm de longitud, el Gecko enano de las Islas Vírgenes es uno de los animales vertebrados más pequeño, que es único en las Islas Vírgenes Británicas: Virgen Gorda, Tórtola y la Isla Mosquito. Otros reptiles únicos en las islas incluyen carrot rock que se encuentra únicamente en el islote al sur de la Isla de Peter. La anegada skink que se encuentra únicamente en la isla de Anegada, y dos serpientes ciegas: Typhlops naugus y Typhlops catapontus.
La única rana endémica es Virgin Islands Coqui, antes vivía en las Islas Vírgenes de los Estados Unidos, pero ahora solo vive en las islas Jost Van Dyke, Tórtola, Virgen Gorda y la Isla Great Dog.
Los únicos invertebrados de las Islas Vírgenes Británicas son: el escarabajo de cuernos largos, la mariposa Anegada calisto, la polilla Perigea gloria, la avispa bracónida, la arañas goblin y la araña Stenoonops tortola que están en las islas Virgen Gorda y Tórtola; la araña caponiida, un ciempiés en la isla de Tórtola, y varios camarones: Pseudalpheopsis guana, Alpheus zimmermani y Microprosthema jareckii en la Isla de Guana.

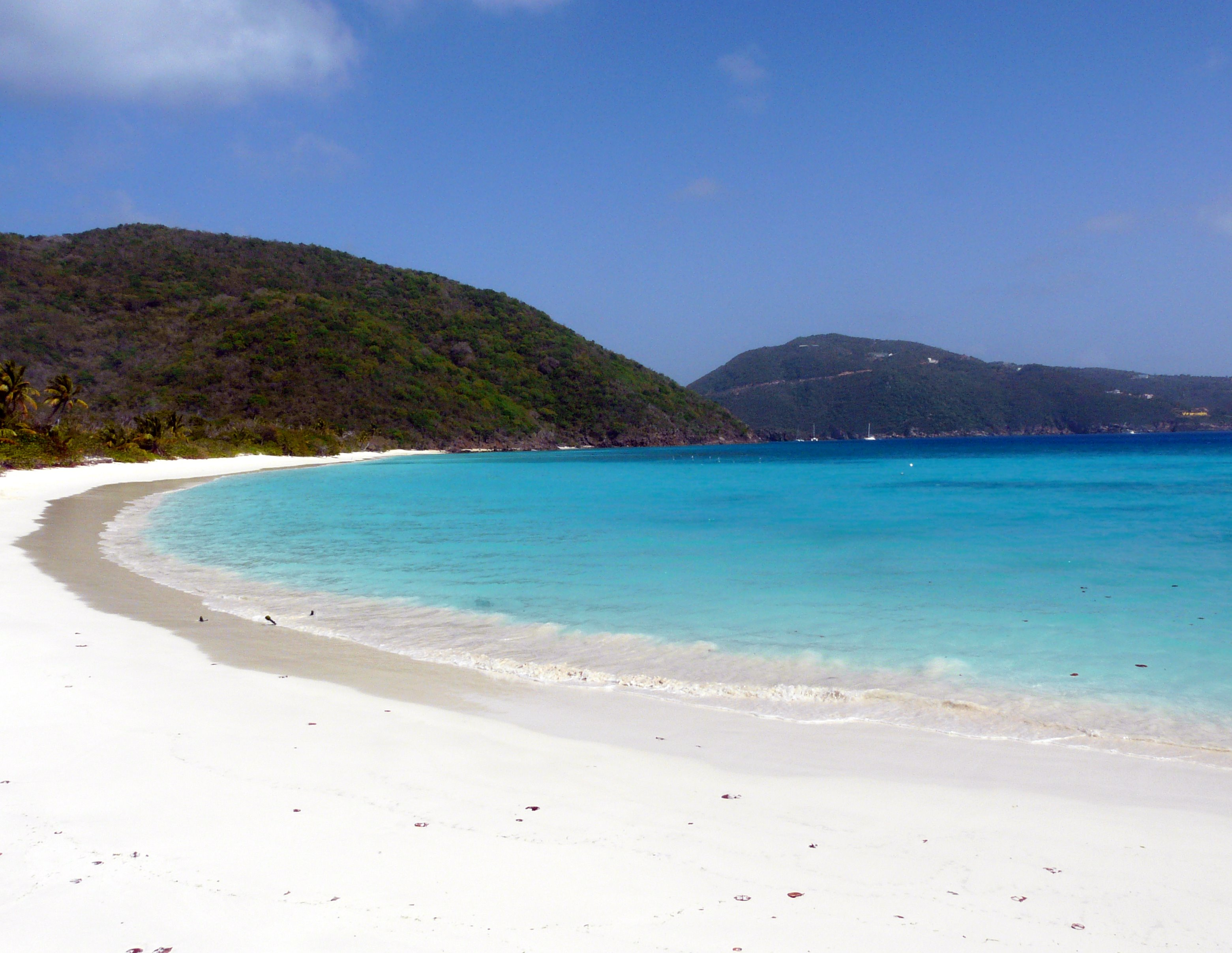
La Isla Guana

### Geología
La estructura geológica de las Islas Vírgenes Británicas las correlaciona indiscutiblemente con las Antillas Mayores y no con las Antillas Menores. Estas últimas se componen esencialmente de rocas volcánicas terciarias de tipo andesítico o basáltico, con o sin desarrollo de estratos sedimentarios que, cuando están presentes, sólo se inclinan en ángulos suaves y nunca muestran los efectos violentos de fuerzas dinámicas como las que han sido responsables del plegamiento y el "levantamiento" de los estratos en las Islas Vírgenes. La enorme profundidad del canal que separa las Islas Vírgenes Británicas de las Antillas Menores se atribuye a una falla, probablemente iniciada en el Plioceno.
Los trabajos de diversos investigadores en las Islas Vírgenes de Estados Unidos, Puerto Rico, la República Dominicana, Cuba, Haití y Jamaica, indican que las Islas Vírgenes Británicas forman geológicamente sólo la terminación oriental de ese grupo principal de islas y han estado sometidas a los mismos movimientos de tierra que ellas. Ya se ha hecho referencia a las pruebas que permiten atribuir una edad cretácica a la serie sedimentaria.

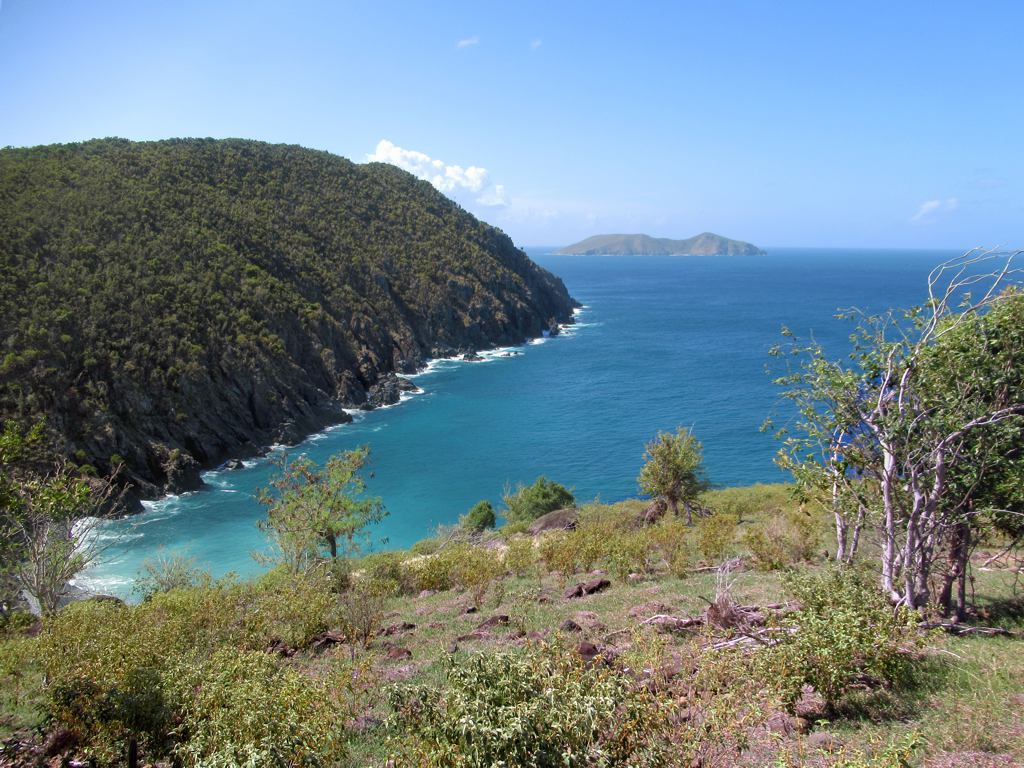
La costa montañosa de la Bahía Saddle con la isla Gran Tobago al fondo

En cuanto a la edad del plegamiento y de la intrusión ígnea, Vaughan considera que el plegamiento tuvo lugar entre el Eoceno superior y el Oligoceno medio, y que la intrusión de las dioritas se produjo aproximadamente en la misma fecha.
Wythe Cooke considera que el complejo ígneo basal de la República Dominicana data ciertamente del Cretácico, pero que una parte es probablemente más antigua. También considera que las tensiones que plegaron y cizallaron estas rocas fueron probablemente activas durante el Eoceno o antes, y que la intrusión de las grandes masas de rocas dioríticas ocurrió probablemente antes de la deposición de los sedimentos del Eoceno.
Según otras fuentes, sin embargo, a mediados del Terciario las intrusiones granitoides fueron empujadas hacia arriba en los sedimentos de las Antillas Mayores, el Caribe, Costa Eican, y las regiones Panámicas. Algunos geólogos por otra parte consideraron que el eje nuclear de Cuba y Santo Domingo, y posiblemente de todas las islas del Caribe, era Arcaico.
No cabe duda de que la clave de estos problemas está en las islas mayores de las Antillas Mayores, pues sólo allí se encuentran sedimentos fosilíferos inalterados que pueden estudiarse en relación con la intrusión ígnea y el metamorfismo. Sin embargo, al autor no le parece que haya nada en las pruebas geológicas o faunísticas que indique necesariamente una conexión terrestre previa en cualquier momento entre las Islas Vírgenes y las Antillas Menores.

## Economía

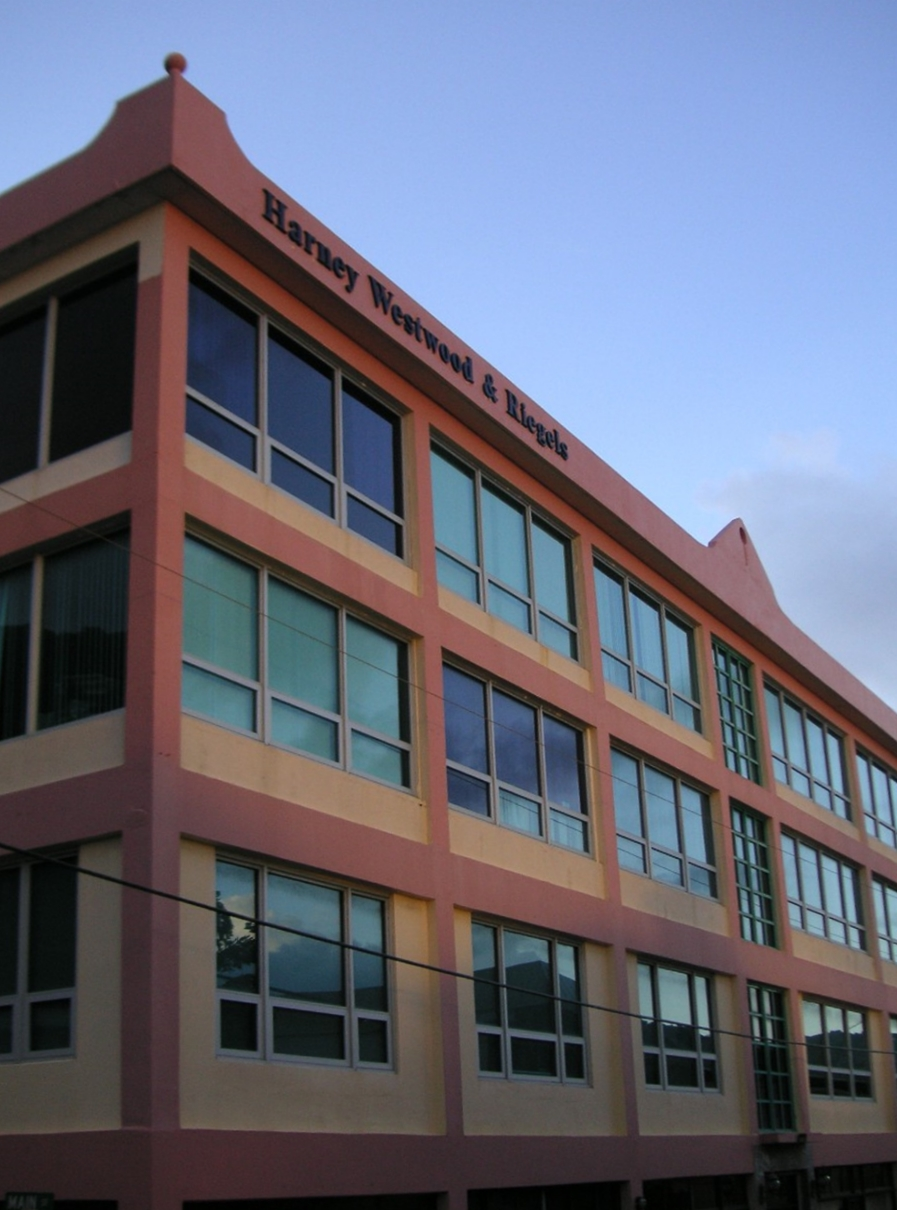
Oficinas de la Harney Westwood & Riegels una firma internacional de abogados offshore

La economía de las Islas Vírgenes británicas (IVB) es una de las más prósperas de entre los estados caribeños, con un PIB per cápita de alrededor de 38 500 dólares (2004 est. PBI B.V.I). Reposa sobre dos pilares principales: el registro de empresas extranjeras (servicios financieros offshore) y el turismo. 
Las IVB son uno de los principales paraísos fiscales del planeta. Se estima que están registradas en ellas unas 800 000 sociedades offshore, es decir, empresas que realizan su actividad en otros países, pero se domicilian en las IVB para aprovechar su legislación más ventajosa. Las empresas offshore no pagan ningún impuesto en las IVB, salvo una pequeña tasa anual por registrarse. Se estima que un 41 % de las sociedades offshore del planeta están domiciliadas en las IVB (informe de KPMG publicado en 2000). La trayectoria de las IVB como paraíso fiscal comenzó en 1984. En abril de 2013 sufrió un varapalo cuando una fuente anónima filtró 2,5 millones de documentos relativos a empresas y cuentas de las IVB al International Consortium of Investigative Journalists. A consecuencia de la fuga de información secreta, el registro de nuevas sociedades bajó un 23 % en el último trimestre de 2013.
El otro sector económico importante es el turismo, que se estima aporta el 45 % de la renta nacional. Las islas son un destino popular para ciudadanos estadounidenses, con alrededor de 350 000 turistas anuales (cifras de 1997) que acuden a las numerosas playas de arena blancas, visitan los Baños de la Virgen Gorda, hacen submarinismo en los arrecifes de coral que hay cerca de Anegada, experimentan las barras conocidas sobre el Dique de Furgoneta Jost, o fletan yates para explorar las islas menos accesibles.
La economía está estrechamente unida con la de las Islas Vírgenes estadounidenses, más grandes, que hay al oeste. La moneda de las IVB es, desde 1959, el dólar estadounidense.
Por último, también tuvo importancia históricamente la emisión de sellos postales para coleccionistas.

### Turismo

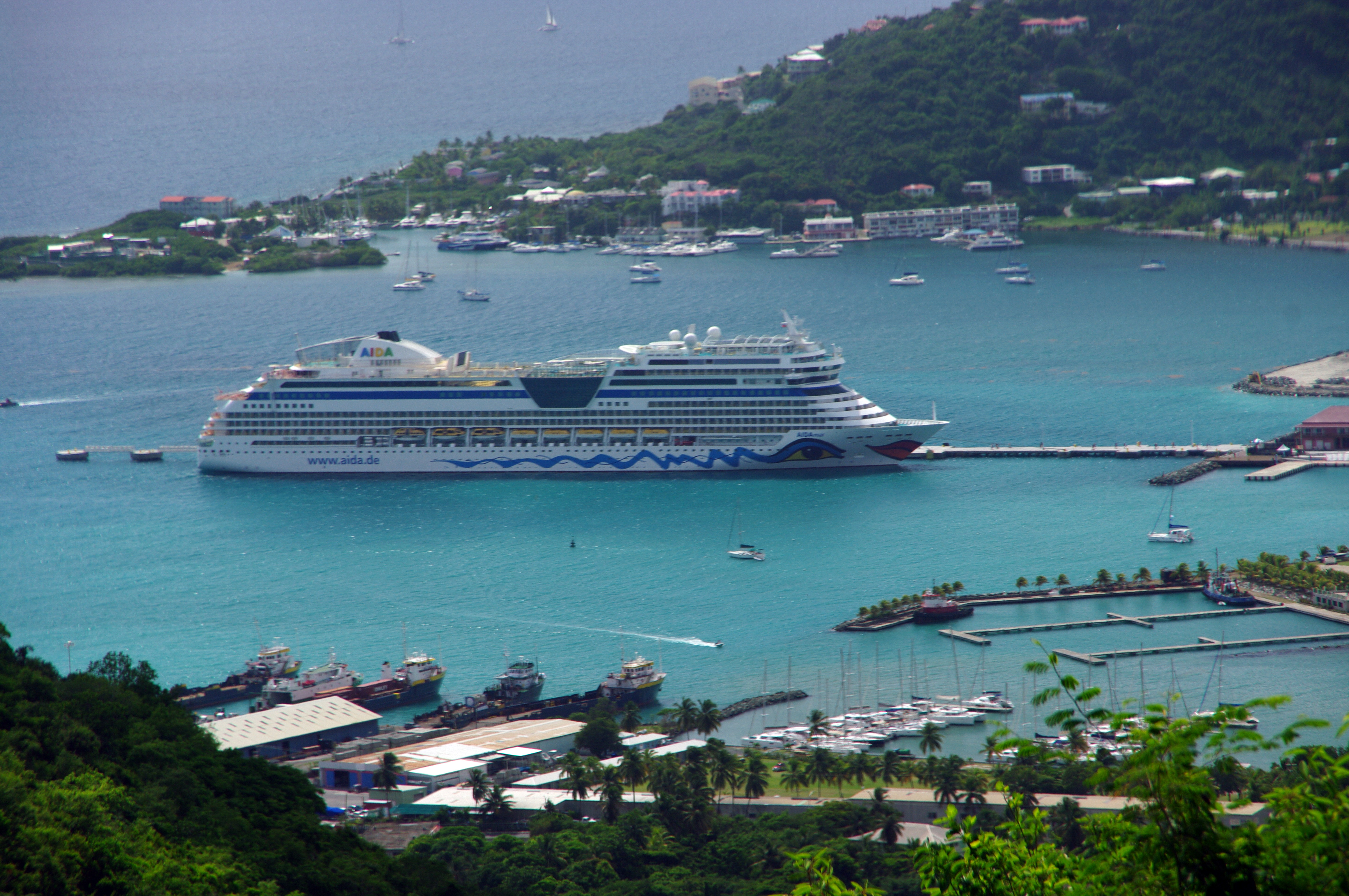
El Crucero AIDAmar en aguas de la Isla de Tórtola

El turismo representa aproximadamente el 45 % de la renta nacional. Las islas son un destino popular para los ciudadanos estadounidenses. Los turistas frecuentan las numerosas playas de arena blanca, visitan The Baths en Virgin Gorda, practican snorkel en los arrecifes de coral cercanos a Anegada o conocen los conocidos bares de Jost Van Dyke. Las Islas Vírgenes Británicas son conocidas como uno de los mejores destinos del mundo para navegar, y el alquiler de veleros es una forma muy popular de visitar las islas menos accesibles. Fundadas en 1972, las Islas Vírgenes Británicas acogen la Regata de primavera y el Festival de Vela. Un número considerable de los turistas que visitan las Islas Vírgenes Británicas son pasajeros de cruceros, y aunque producen unos ingresos per cápita mucho menores que los turistas de barcos de alquiler y los turistas alojados en hoteles, no dejan de ser importantes para la considerable —y políticamente importante— comunidad de taxistas. Sólo los habitantes de las Islas Vírgenes pueden trabajar como taxistas.
En 2015, un total de 922.372 personas visitaron las islas (de las cuales 529 354 eran pasajeros de cruceros y 393 018 pernoctaron), principalmente procedentes de Estados Unidos. La mayor parte de los ingresos del turismo en las Islas Vírgenes Británicas procede del sector del alquiler de yates. El Territorio cuenta con relativamente pocos grandes hoteles en comparación con otros centros turísticos del Caribe. Las Islas Vírgenes Británicas también reciben cruceros, aunque éstos generan relativamente pocos ingresos. Sin embargo, los pasajeros de cruceros son una importante fuente de ingresos para los taxistas, que representan una voz políticamente importante en el Territorio.

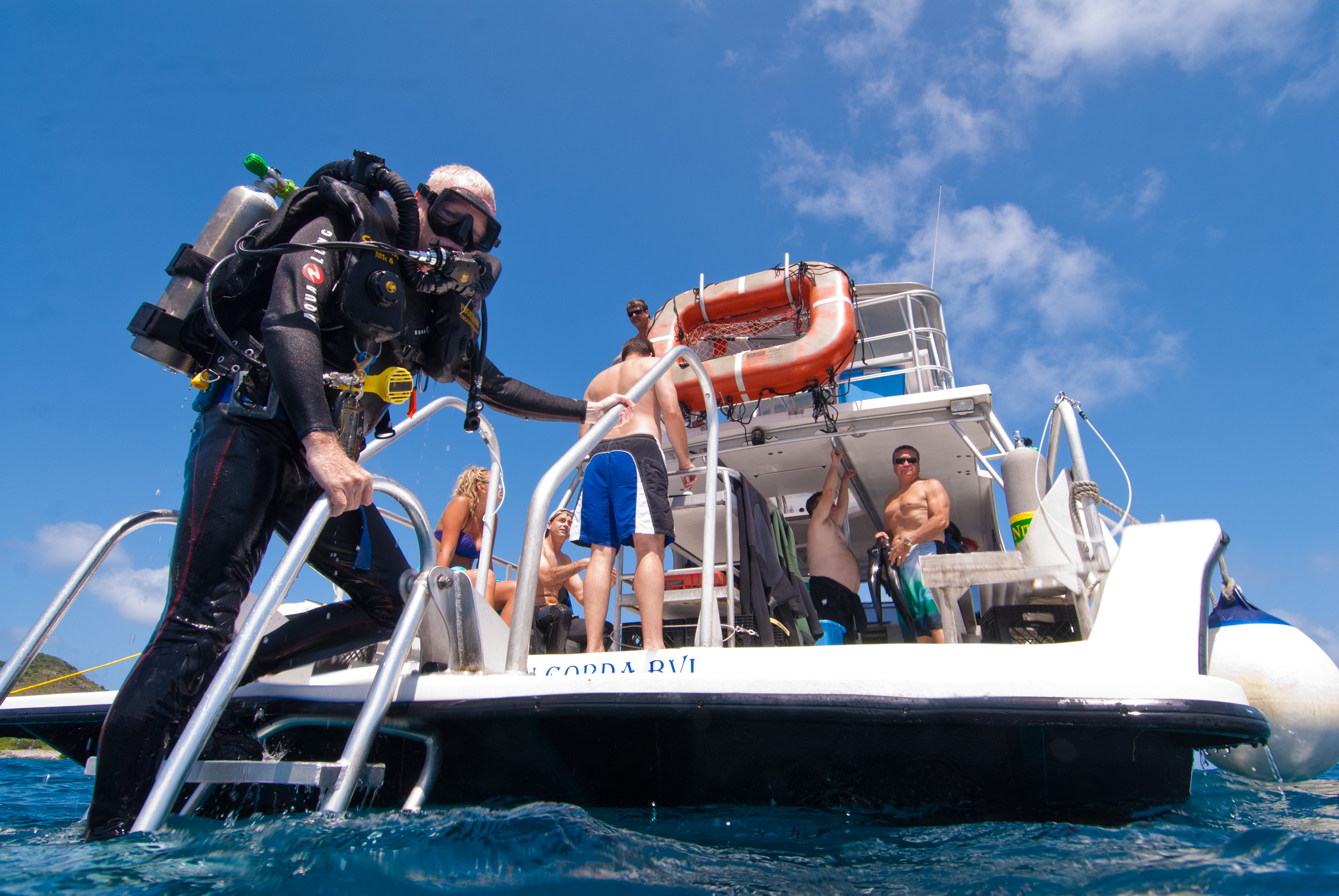
Turistas en la isla de Scrub

Entre 2007 y 2011, el número de turistas que visitaron las Islas Vírgenes Británicas disminuyó aproximadamente un 12,4 %, en gran parte debido a la recesión mundial que afectó especialmente a Norteamérica, una fuente clave de visitantes para el Territorio. Sin embargo, en noviembre de 2013 el número de turistas había comenzado a recuperarse.
Según el Consejo Mundial de Viajes y Turismo en 2013, la contribución directa de los viajes y el turismo al PIB del Territorio fue de 274 millones de dólares (lo que representa el 27,0 % del PIB total), y se preveía un aumento del 2,8 % en 2014, y del 2,7 % anual para el período 2014-2024.
La contribución total de los viajes y el turismo al PIB fue de 780,8 millones de dólares (76,9 % del PIB) en 2013, y se prevé que aumente un 3,2 % en 2014, y un 2,6 % anual para el periodo 2014-2024.
En 2013, los viajes y el turismo apoyaron directamente 3300 puestos de trabajo en el Territorio (33,2 % del empleo total). Se esperaba que esta cifra se mantuviera sin cambios en 2014 y disminuyera un 0,3 % anual hasta los 3000 puestos de trabajo (29,6 % del empleo total) en 2024.

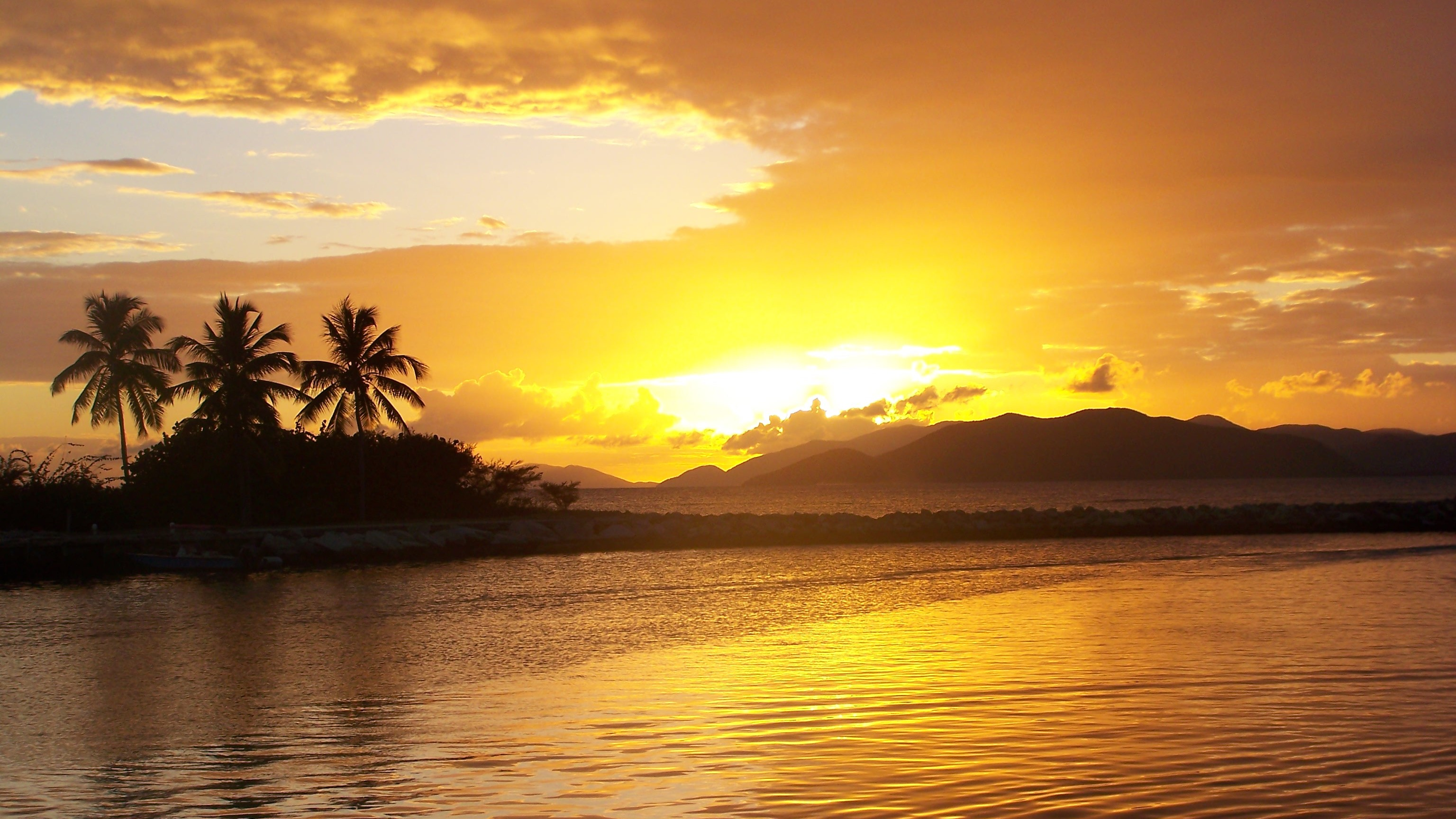
Atardecer en la isla de Virgen Gorda

La contribución total al empleo en 2013 (que incluye los puestos de trabajo apoyados indirectamente por la industria), fue del 90,1 % del empleo total (8850 puestos de trabajo). Se preveía un aumento del 1,9 % en 2014, hasta los 9050 empleos, pero un descenso del 0,2 % anual, hasta los 9000 empleos en 2024 (80,9 % del total).
La inversión en viajes y turismo en 2013 fue de 35,8 millones de dólares, es decir, el 14,8 % de la inversión total. Se esperaba que aumentara un 10,1 % en 2014, y un 2,0 % anual en los próximos diez años hasta un total de 48,2 millones de dólares en 2024.
Sin embargo, estas estadísticas incluyen tanto los viajes como el turismo, por lo que los viajes no relacionados con el turismo (es decir, los viajes relacionados con el consumo interno y otras industrias y servicios) se incluyen e inflan las cifras.

### Servicios financieros
Los servicios financieros representan más de la mitad de los ingresos del territorio. La mayor parte de estos ingresos procede de la concesión de licencias a empresas offshore y servicios relacionados. Desde 2001, los servicios financieros en las Islas Vírgenes Británicas están regulados por la Comisión de Servicios Financieros, que es independiente.

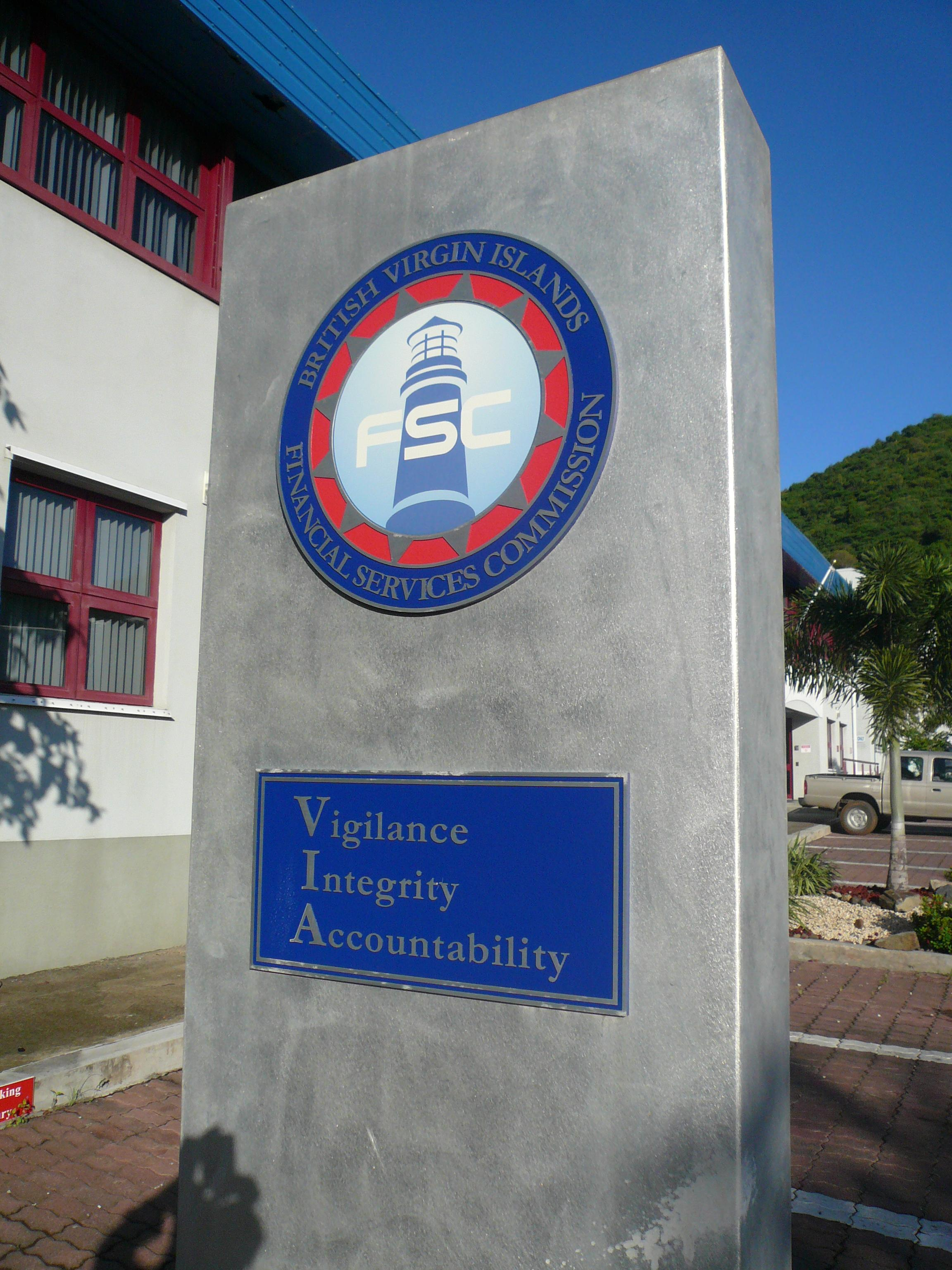
Comisión de Servicios Financieros de las Islas Vírgenes Británicas

Se confía en las Islas Vírgenes Británicas por su sofisticada división del Tribunal Comercial del Tribunal Supremo del Caribe Oriental, así como por el más reciente Centro de Arbitraje de las Islas Vírgenes Británicas. Los TSC caribeños y los TSC británicos presiden la mayoría de los casos importantes y las leyes de las Islas Vírgenes se basan en las leyes inglesas, lo que significa que la jurisdicción proporciona claridad y coherencia en caso de que las partes necesiten resolver disputas comerciales. Debido a la naturaleza internacional de las operaciones y los activos de las empresas de las Islas Vírgenes Británicas, el Tribunal de Comercio de las Islas Vírgenes Británicas conoce habitualmente de asuntos muy sofisticados en la vanguardia de los litigios y la ejecución transfronterizos, en los que están en juego miles de millones de dólares.
Citco, también conocida como Citco Group of Companies y Curaçao International Trust Co., es una administradora mundial de fondos de cobertura de propiedad privada con sede en las Islas Vírgenes Británicas, fundada en 1948. Es la mayor administradora de fondos de cobertura del mundo, gestionando más de 1 billón de dólares en activos bajo administración.
En mayo de 2022, el sector bancario de las Islas Vírgenes Británicas estaba compuesto únicamente por siete bancos comerciales y un banco restringido, 12 depositarios autorizados, dos empresas de servicios monetarios autorizadas y un proveedor de servicios de financiación autorizado.
Las Islas Vírgenes Británicas son frecuentemente calificadas de "paraíso fiscal" por activistas y ONG, como Oxfam, que tiene fondos de inversión registrados en jurisdicciones menos reguladas, como Liechtenstein y Delaware, y que ha sido expresamente mencionada en la legislación contra los paraísos fiscales de otros países en varias ocasiones. Los sucesivos gobiernos de las Islas Vírgenes Británicas han puesto en marcha acuerdos de intercambio fiscal y han verificado la información sobre la titularidad real de las empresas tras la cumbre del G8 de 2013, situando sus regímenes de gobernanza y regulación muy por delante de muchas jurisdicciones "onshore".

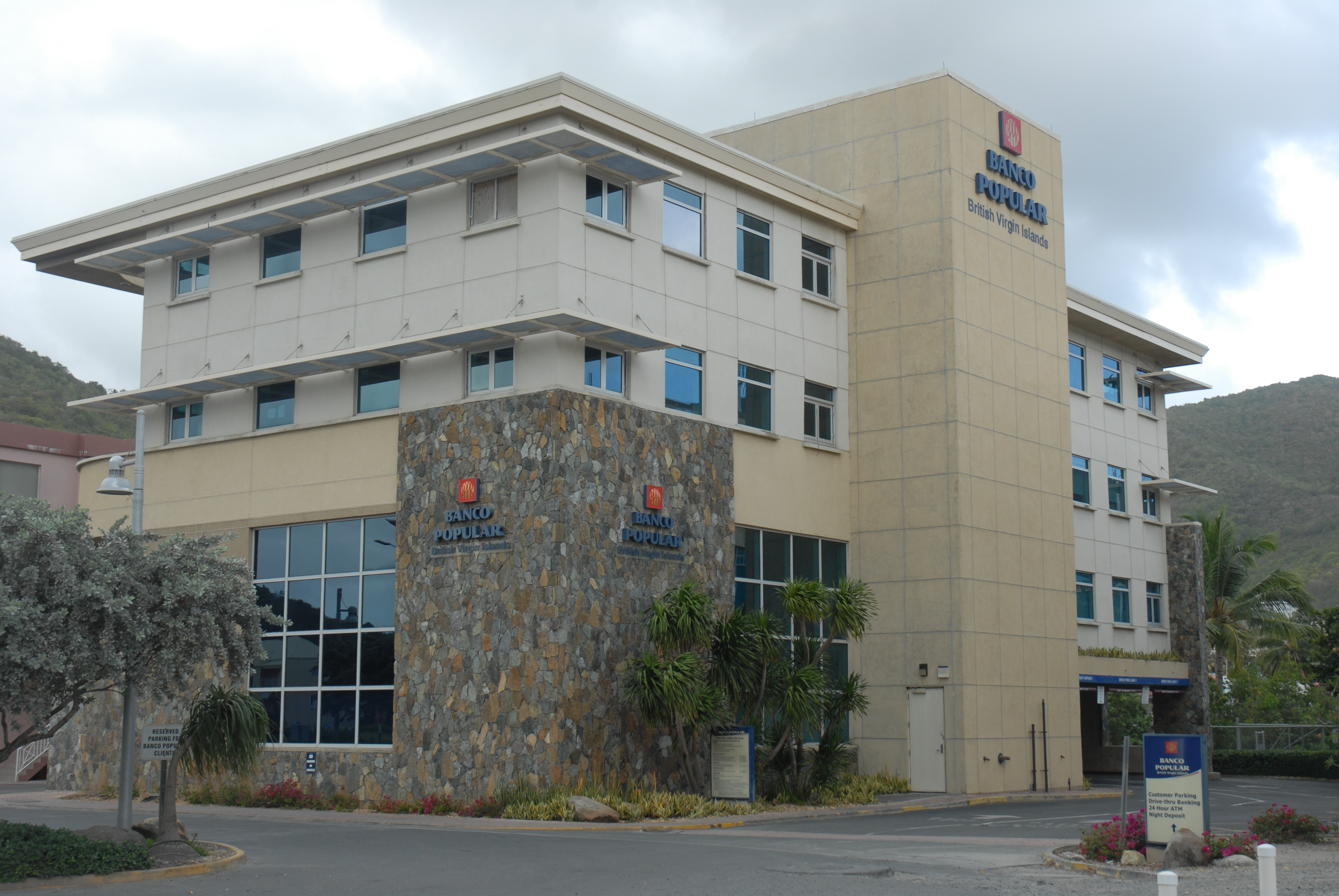
Sucursal del Banco Popular (de origen puertorriqueño) en las Islas Vírgenes Británicas

El 10 de septiembre de 2013, el entonces primer ministro británico, David Cameron, declaró: "Creo que ya no es justo referirse a ninguno de los territorios de ultramar o dependencias de la Corona como paraísos fiscales. Han tomado medidas para asegurarse de que tienen sistemas fiscales justos y abiertos. Es muy importante que nos centremos ahora en aquellos territorios y países que realmente son paraísos fiscales". Sin embargo, el periodista y autor de The Economist, Nicholas Shaxson, escribe en su libro de 2016 Treasure Islands, tax havens and the men who stole the world: "...Gran Bretaña se asienta, como una araña, en el centro de una vasta red internacional de paraísos fiscales, que acaparan billones de dólares en negocios y capital de todo el mundo y los canalizan hacia la City de Londres. Las Dependencias de la Corona Británica y los Territorios de Ultramar - ...las Islas Vírgenes Británicas... son algunos de los principales actores del mundo offshore" (pp. vii-viii). Shaxson señala que, a pesar de que las Islas Vírgenes Británicas tienen menos de 25 000 habitantes, albergan más de 800 000 empresas.
En la filtración de los Papeles de Panamá de abril de 2016, aunque todas las irregularidades cometidas por el personal de Mossack Fonseca se produjeron en Panamá y Estados Unidos, las Islas Vírgenes Británicas fueron, con diferencia, la jurisdicción más utilizada por los clientes de Mossack Fonseca.
En 2022, la naturaleza verificada de los registros de beneficiarios reales de los Territorios Británicos de Ultramar y Dependencias de la Corona fueron una herramienta crucial para hacer efectivas las sanciones contra Rusia y Bielorrusia, permitiendo la identificación eficiente y la incautación de yates, bienes inmuebles y empresas.

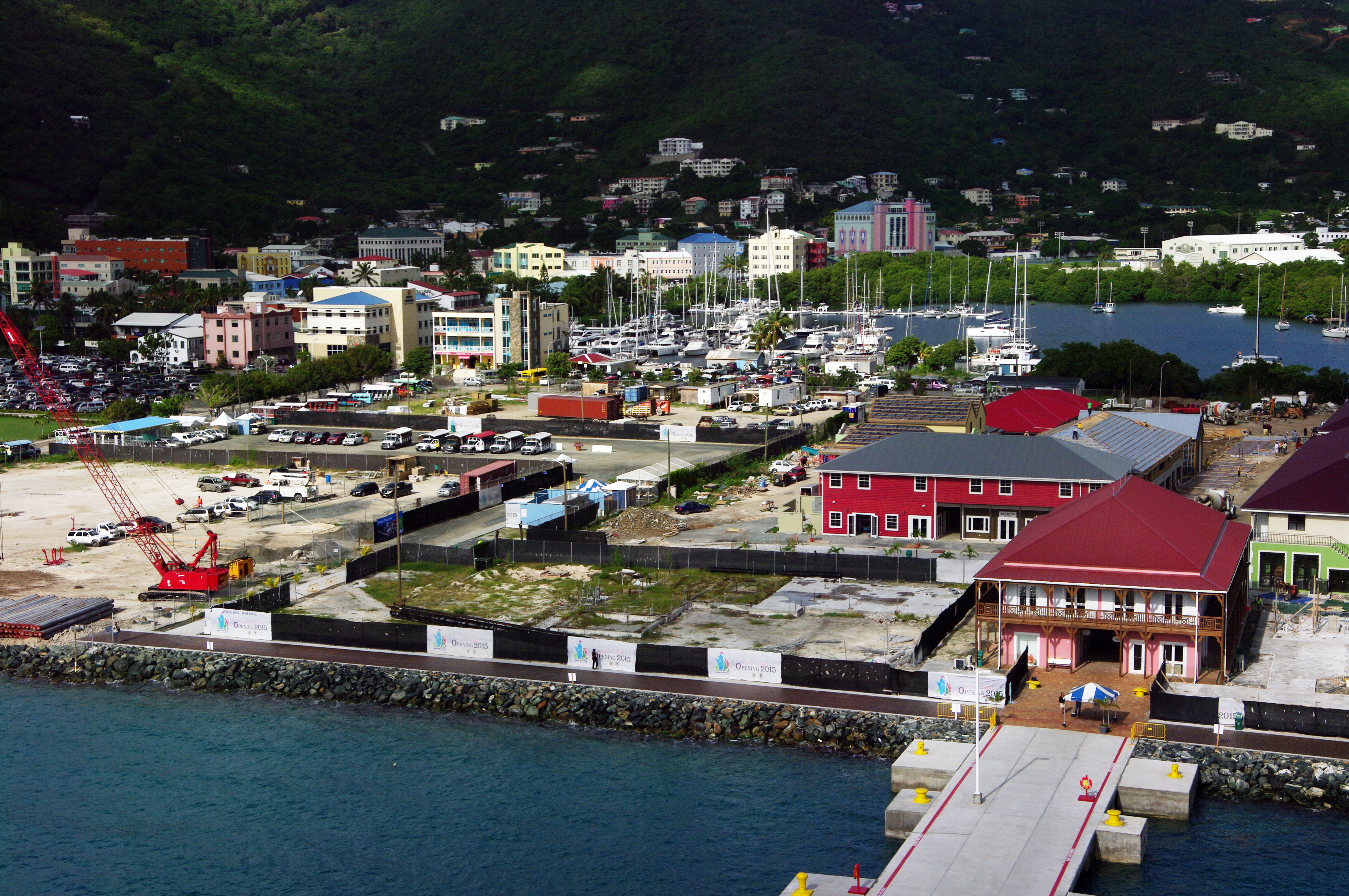
Puerto de la Isla de Tórtola

### Mano de Obra
Las Islas Vírgenes Británicas dependen en gran medida de los trabajadores inmigrantes, y más del 50 % de todos los trabajadores de las islas son de ascendencia extranjera. Solo el 37 % de toda la población ha nacido en el territorio. La población activa nacional se estima en 12 770 personas, de las cuales aproximadamente el 59,4 % trabaja en el sector servicios, pero se estima que menos del 0,6 % trabaja en la agricultura (el resto trabaja en la industria).
Las Islas Vírgenes Británicas se han encontrado con dificultades para contratar a un número suficiente de personas en los últimos años, ya que se han visto afectadas por los huracanes Irma y María, y han seguido yendo a la zaga de otras jurisdicciones a la hora de ofrecer un régimen de residencia permanente fiable. Esto ha repercutido en la limitación de la escolarización y las comodidades en comparación con otros lugares como las Islas Caimán, los Emiratos Árabes, Singapur y Hong Kong (China).

### Impuestos
La fiscalidad en las Islas Vírgenes Británicas es relativamente sencilla en términos comparativos; las fotocopias de todas las leyes fiscales de las Islas Vírgenes Británicas (IVB) sumarían en conjunto unas 200 páginas de papel.
Entre los elementos que no están sujetos a tributación en las Islas Vírgenes Británicas:
1. no hay impuesto sobre las plusvalías,
2. no hay impuesto sobre donaciones,
3. ni impuesto sobre las ventas ni impuesto sobre el valor añadido,
4. no hay impuesto sobre los beneficios,
5. ni impuesto de sucesiones ni impuesto sobre el patrimonio, y
6. no hay impuesto sobre el patrimonio.

Técnicamente, en las Islas Vírgenes Británicas sigue existiendo un impuesto sobre la renta para empresas y particulares, pero el tipo impositivo se ha fijado en cero, lo que significa que las personas físicas no están obligadas a cumplimentar el impuesto sobre la renta. Sin embargo, las personas físicas están sujetas a una retención en nómina de hasta el 8 % en el caso de los trabajadores por cuenta ajena, con un 2 % adicional de hasta el 6 % del salario bruto abonado por los empresarios en función de la categoría a la que pertenezcan las personas físicas. Hay dos categorías de empresarios: "Clase 1" y "Clase 2" El impuesto sobre nóminas se aplica a todas las remuneraciones/salarios superiores a 10 000 USD anuales.
La moneda de las Islas Vírgenes Británicas es el dólar estadounidense (USD), lo que facilita la interacción con las Islas Vírgenes de Estados Unidos y crea estabilidad y capacidad para beneficiarse de su alcance y reputación que tienen sin dejar de ser uno de los Territorios Británicos de Ultramar. Además, no existen controles de cambio de divisas. En cuanto a la fiscalidad individual, suele haber ciertas sanciones por no cumplir la ley. En cuanto a las sociedades, existe un sistema que puede aplicarse para imponer sanciones en caso de incumplimiento. Sin embargo, tanto en el caso de las personas físicas como en el de las sociedades no existe una normativa oficial o un sistema formal a efectos fiscales.
La ausencia de la mayoría de las principales formas de tributación en el Territorio ha hecho que el país se incluya en la mayoría de las listas reconocidas de paraísos fiscales, aunque la jurisdicción prefiere presentarse como un moderno centro financiero extraterritorial. El gobierno de las Islas Vírgenes Británicas no impone ningún impuesto sobre las cuentas offshore y, además, las Islas Vírgenes Británicas protegen la seguridad financiera de sus clientes, los titulares de las cuentas. Uno de los aspectos de los que se pueden beneficiar los clientes de las Islas Vírgenes Británicas es la falta de control de divisas, lo que da lugar a transferencias mucho más fáciles, también fomenta la inversión y el comercio al tiempo que mantiene un entorno financiero protegido y la privacidad financiera.
Existen varias formas de tributación y recaudación de ingresos en las Islas Vírgenes Británicas, pero la mayor parte de los ingresos del Gobierno se obtienen directamente de las tasas anuales de licencia de las sociedades offshore constituidas en la jurisdicción.

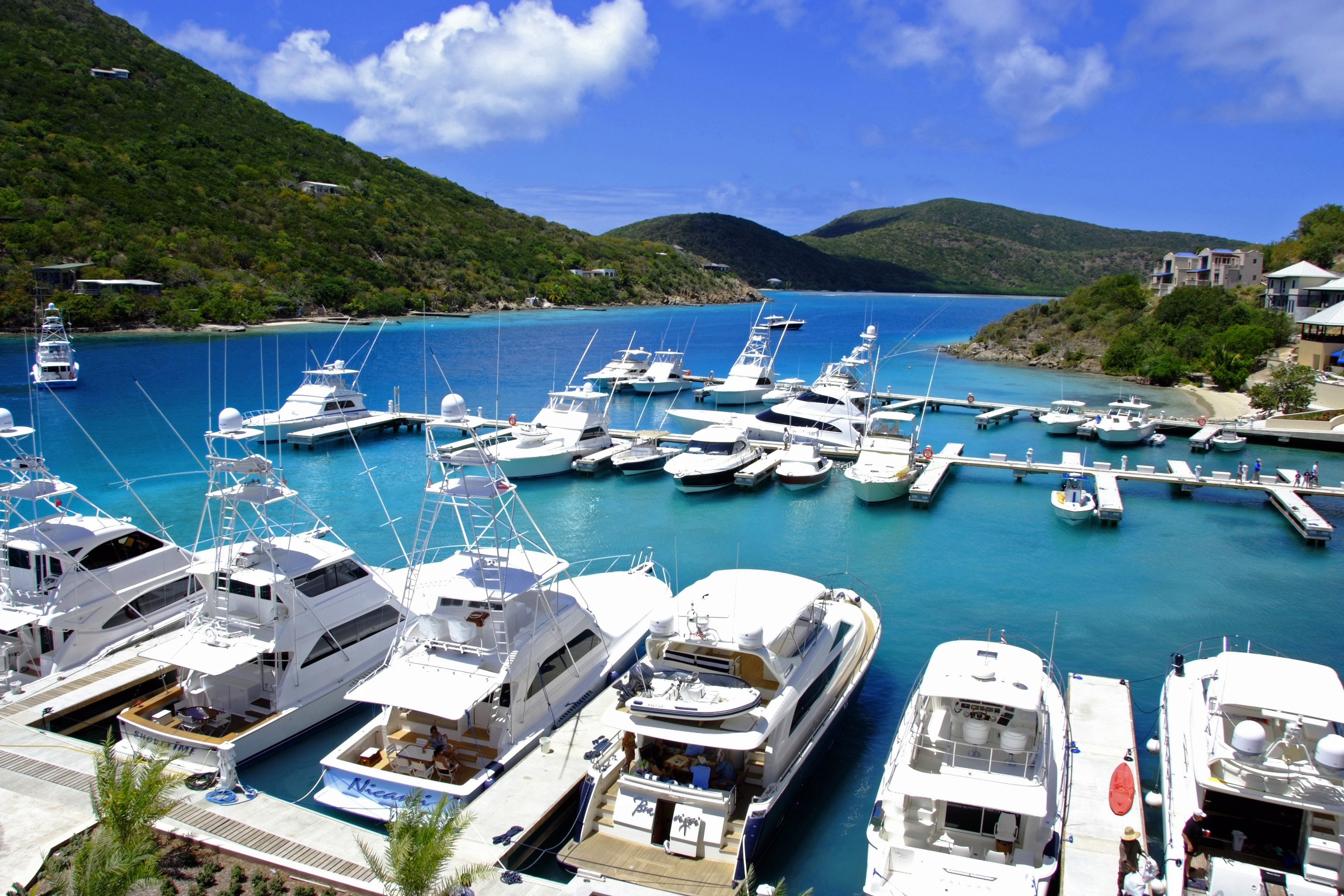
La Marina de la Isla Scrub

## Transporte

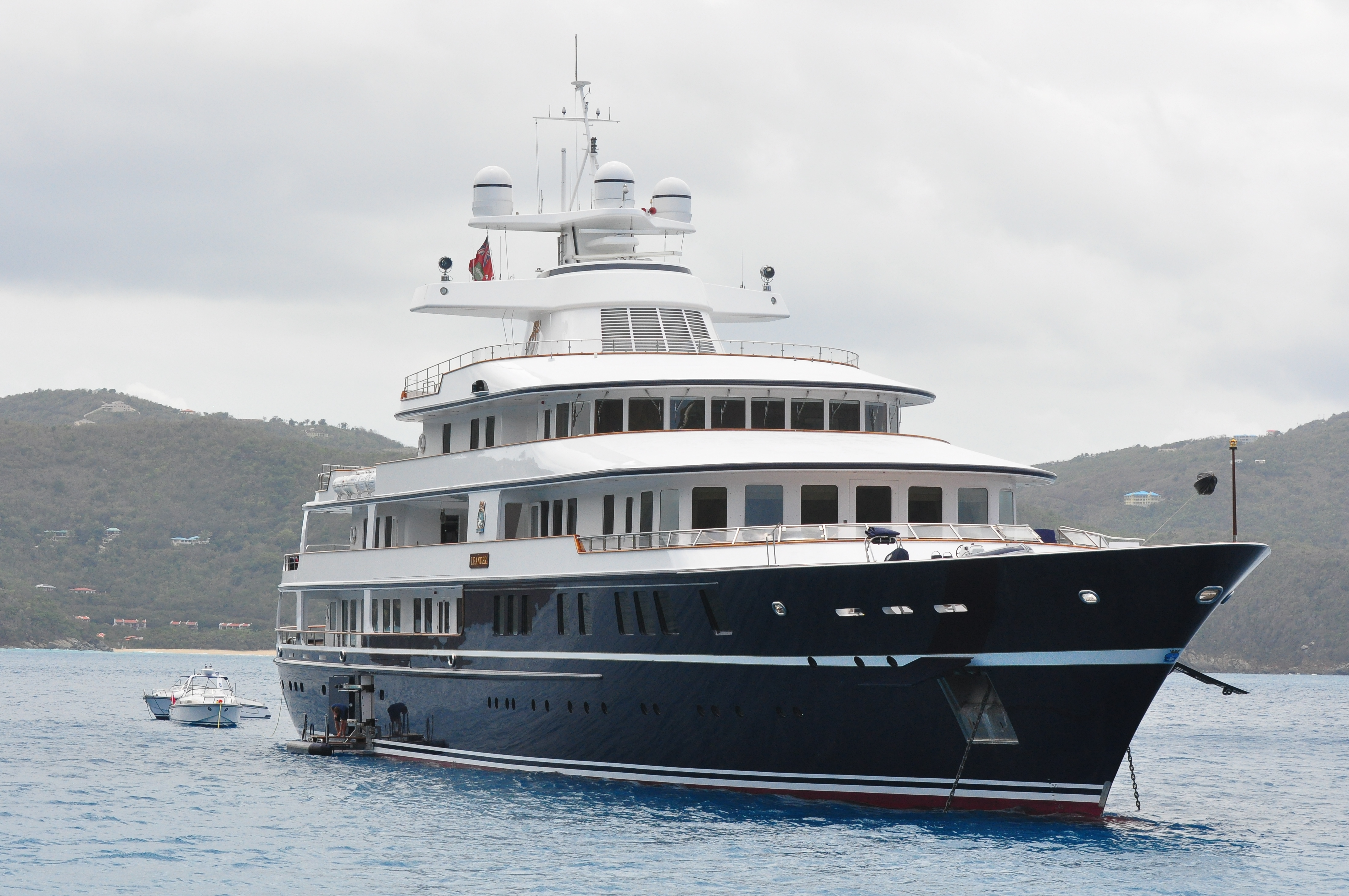
El Yate Leander G en las Islas Vírgenes Británicas

Hay 113 kilómetros de carreteras. El principal aeropuerto, el Aeropuerto Internacional Terrance B. Lettsome, también conocido como el Aeropuerto de Beef Island, está situado en Beef Island, que se encuentra en el extremo oriental de Tórtola y es accesible por el puente de la Reina Isabel II. Cape Air y Air Sunshine están entre las aerolíneas que ofrecen servicio regular. Virgen Gorda y Anegada tienen sus propios aeropuertos más pequeños. Los servicios privados de flete aéreo operados por Island Birds Air Charter vuelan directamente a las tres islas desde cualquier aeropuerto importante del Caribe. Se utilizan helicópteros para llegar a las islas que carecen de pistas de aterrizaje; Antilles Helicopter Services es el único servicio de helicópteros con base en el país.
El puerto principal está en Road Town. También hay transbordadores que operan dentro de las Islas Vírgenes Británicas y a las vecinas Islas Vírgenes de los Estados Unidos. Al igual que en el Reino Unido y en las Islas Vírgenes de los Estados Unidos, los automóviles de las Islas Vírgenes Británicas se conducen por la izquierda; sin embargo, casi todos los automóviles tienen el volante a la izquierda, ya que son importados de los Estados Unidos. Las carreteras suelen ser bastante empinadas, estrechas y sinuosas, y los surcos pueden ser un problema cuando llueve.

## Demografía
La población de las islas es de alrededor de 21 730 habitantes en 2003. La mayoría de la población (el 83 %) es negra, descendiente de los esclavos traídos a las islas por los británicos. Otros grupos étnicos mayoritarios son los de origen británico y europeo (datos de 2003).
Según el censo del año 1999 la población está estructurada de la siguiente manera:
83,36 % Negros
16,64 % Blancos, mestizos y otros

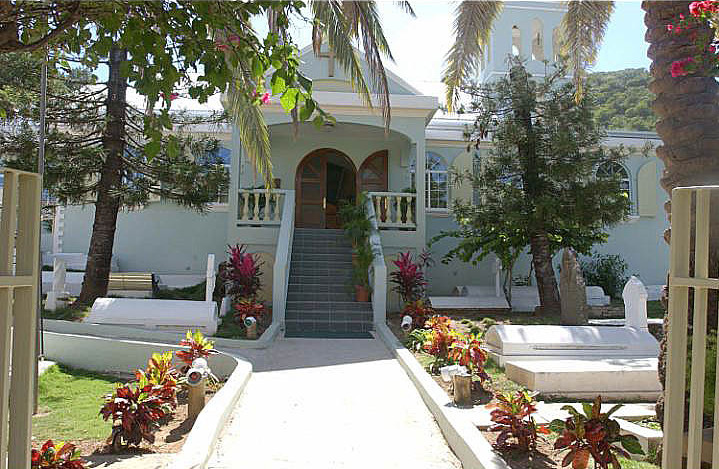
Iglesia anglicana de San Jorge, Isla Tórtola

Según estadísticas del año 2003 la población asciende a unas 21 730 personas, las cuales en su mayoría son de raza negra (83 %).

### Religión
Como en la mayoría de los países del Caribe, el cristianismo es la religión dominante en las Islas Vírgenes, más del 90 % de la población que indicó una afiliación religiosa en el censo de 2010 era cristiano y las mayores denominaciones cristianas individuales eran la metodista (18,1 %), anglicana (9,8 %) (la Comunión Anglicana (Iglesia de la provincia de las Indias Occidentales), Iglesia de Dios (10,6 %) y la Iglesia católica (9,1 %). Los hindúes y los musulmanes constituyen cada uno aproximadamente el 1,2 % de la población según la Base de Datos sobre Religión Mundial de 2005.
En un reflejo de territorio danés de la herencia colonial, el protestantismo está muy extendido. La fuerte presencia católica se explica a la gran población hispana, así como la influencia irlandesa durante la época de la colonia danesa.

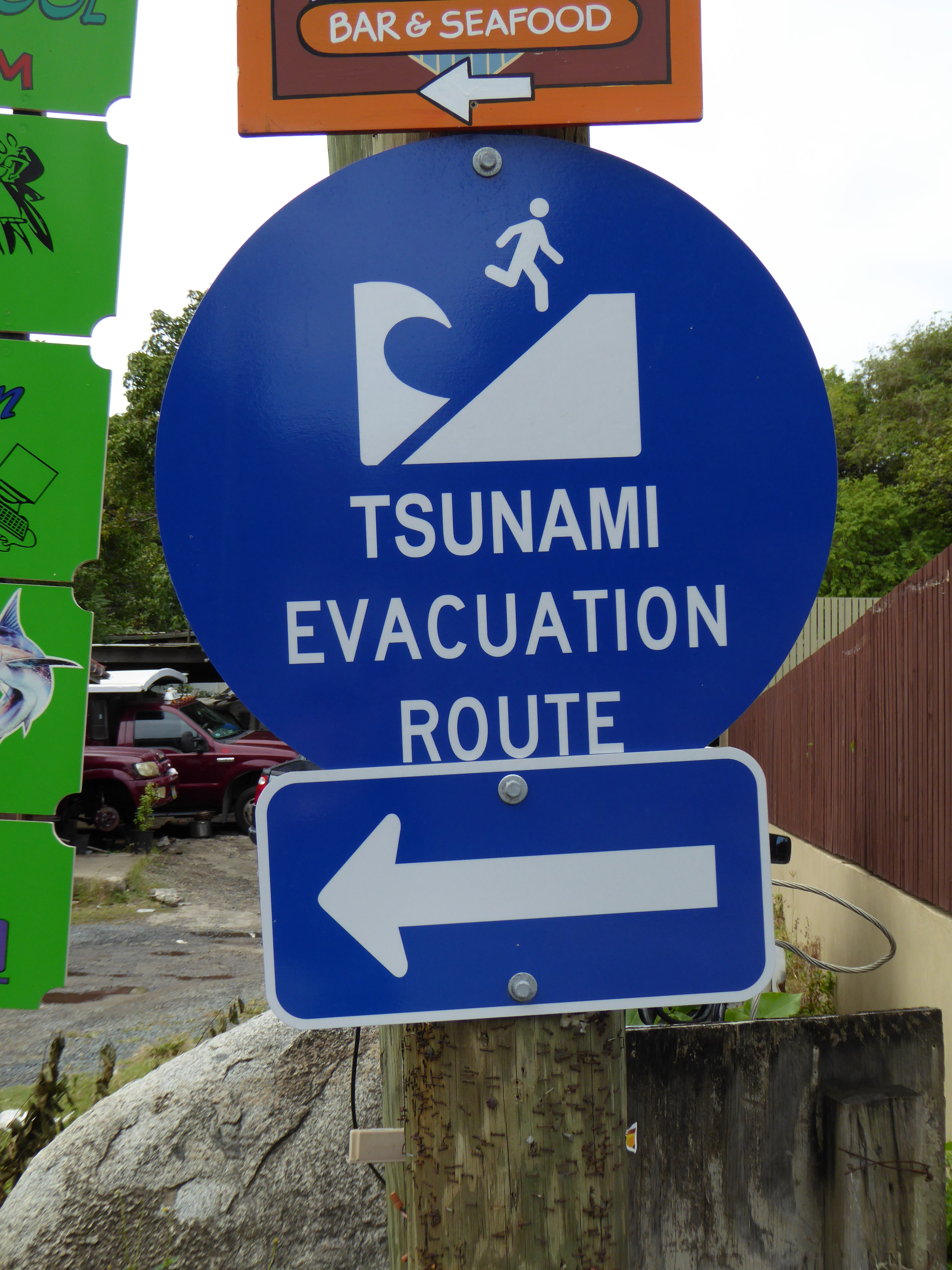
Cartel de tráfico escrito en inglés en las islas Vírgenes Británicas

### Lenguas
El idioma principal y oficial es el inglés, del que hay además un dialecto local. El español es hablado por puertorriqueños, dominicanos y otros inmigrantes hispanos. El criollo de las Islas Vírgenes, o inglés criollo de las Islas Vírgenes, es un criollo basado en el inglés que consta de varias variedades que se hablan en las Islas Vírgenes y en las cercanas islas SSS de Saba, San Martín y San Eustaquio, donde se conoce como inglés de Saba, inglés de San Martín e inglés de San Eustaquio, respectivamente.

### Educación
En las Islas Vírgenes Británicas opera un sistema escolar idéntico al que se utiliza en el resto del Reino Unido, donde las escuelas públicas y privadas coexisten. Además existe una universidad comunitaria, H. Lavity Stoutt Community College, que se localiza en la punta este de Tórtola. Esta universidad fue nombrada así en honor al H. Lavity Stoutt (ministro principal). El índice de alfabetización de las Islas Vírgenes Británicas es alto, ya que más del 98 % de la población mayor a los diez años sabe leer y escribir.
La educación en las Islas Vírgenes Británicas es en gran parte gratuita y es obligatoria para los niños de 5 a 17 años. Las Islas Vírgenes Británicas cuentan con un total de 15 centros públicos de primaria y 4 de secundaria. Además de los centros públicos, hay 10 centros privados de primaria y 3 de secundaria. El curso escolar va de septiembre a junio.Las Islas Vírgenes Británicas forman parte de los Territorios Británicos de Ultramar, por lo que el sistema educativo es muy similar al sistema de aprendizaje tradicional del Reino Unido.Las escuelas primarias se centran en establecer los fundamentos de un currículo académico y acogen a alumnos de entre 5 y 12 años. Una vez terminada la primaria (siete años), los alumnos pasan a la secundaria (cinco años) y al preuniversitario (dos años).

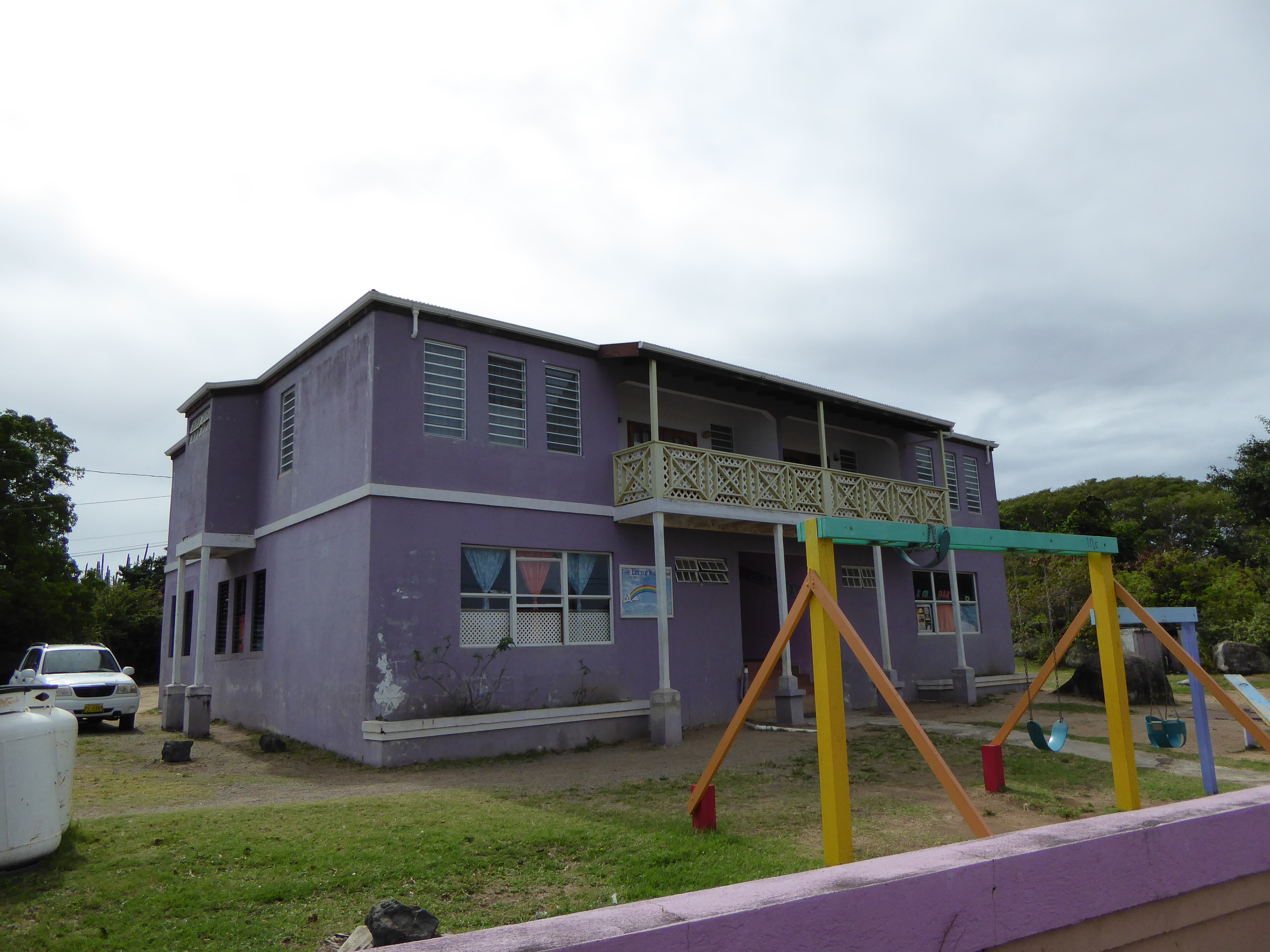
Un preescolar en la isla de Virgen Gorda

La enseñanza secundaria es para alumnos de 13 a 17 años. Una vez finalizada la educación secundaria, los estudiantes pueden obtener el Certificado Caribeño de Educación Secundaria. Hay aproximadamente 2.700 estudiantes que asisten a la escuela primaria durante los primeros 7 años de su educación obligatoria; sin embargo, menos de 1.800 estudiantes terminan con éxito los siguientes 4 años obligatorios de secundaria y completan su examen de certificado. Los estudiantes que optan por continuar su educación después del certificado de educación secundaria pueden pasar a 2 años adicionales de escolarización (Caribbean Advanced Proficiency Examinations).La superación de los exámenes da derecho a los estudiantes a continuar sus estudios en la Universidad de las Islas Vírgenes, donde pueden obtener títulos de asociado, licenciado y máster en los departamentos de empresariales, educación, artes liberales y ciencias sociales, o ciencias y matemáticas.
Los estudiantes tienen la oportunidad de solicitar plaza o cupo en cualquier escuela de su elección debido a la falta de zonificación. Los alumnos deben solicitar plaza tanto en centros privados como públicos a través del Departamento de Educación.Las solicitudes se aceptan entre enero y abril para el siguiente curso escolar.Junto con la solicitud hay que presentar muchos documentos como el certificado de nacimiento del niño, formulario de vacunación actualizado, foto de pasaporte, carta de buena salud, expediente académico de instituciones anteriores (si procede), pasaporte de los padres. permiso de trabajo de los padres O carta de nombramiento del gobierno, si asiste a un centro privado, una carta de aceptación, Una vez aceptados y revisados los documentos, es posible que se pida a los futuros estudiantes que realicen un examen especial.

## Cultura

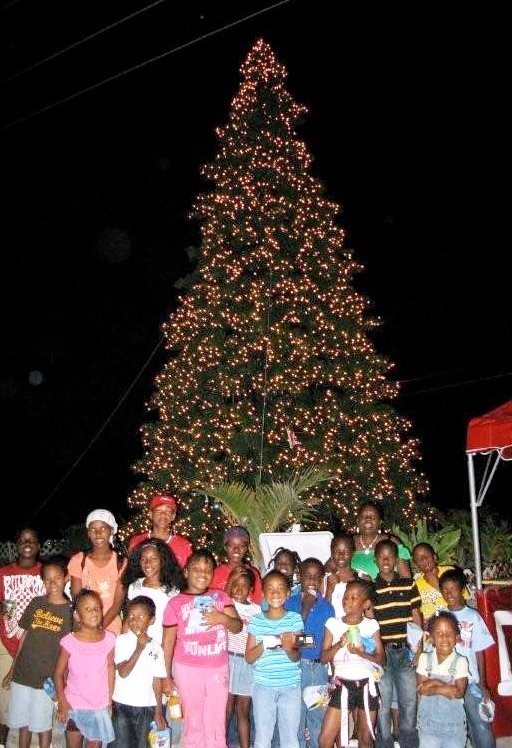
Celebración de la Navidad en la Isla de Anegada

### Música
La música tradicional de las Islas Vírgenes Británicas se llama quimbombó, y es tocada por unos instrumentos llamados hongos. El sonido especial de los hongos se debe a una fusión única entre la música local, africana y europea. Funciona como un medio de la historia y el folclore local y por tanto es una forma de expresión cultural, muy querida por sus habitantes, que forma parte del plan de estudios en las escuelas de las Islas Vírgenes Británicas. Las bandas de hongos, también llamadas "bandas de rasca y gana", que emplean instrumentos que van desde el uso de calabaza, tablas de lavar, bongos y el ukelele, a los instrumentos occidentales más tradicionales como el teclado, banjo, guitarra, bajo, triángulo y el saxofón. Además de ser una forma de música de baile festivo, los hongos a menudo contiene humorísticos comentarios sociales, así como la historia oral de las Islas Vírgenes Británicas. El popular cantante Iyaz es de las Islas Vírgenes Británicas. En el vídeo musical para su canción de Replay, tenía la bandera de las Islas Vírgenes Británicas al fondo.

### Literatura
Se ha desarrollado una literatura de las Islas Vírgenes, aunque esta ha sido poco estudiada. La literatura está escrita tanto en inglés estándar como en inglés criollo de las Islas Vírgenes. La literatura de las Islas Vírgenes suele tratar temas como el desarrollo cultural, histórico y político de los habitantes de las Islas Vírgenes y diversas cuestiones relacionadas con el colonialismo y la autodeterminación. Muchos escritores de las Islas Vírgenes tienen raíces ancestrales en el archipiélago, mientras que otros son expatriados residentes de larga duración en Estados Unidos y otras islas del Caribe. 
Nombres destacados de la literatura de las Islas Vírgenes, sobre todo de Tórtola, Virgen Gorda, Anegada y Jost Van Dyke, son Alphaeus Osario Norman (1885-1942), Verna Penn Moll, Jennie Wheatley y Patricia G. Turnbull. Sus poesías y las de otros 22 escritores, entre ellos el poeta y crítico literario Richard Georges, editor de la revista Moko, se pueden encontrar en Where I See the Sun - Contemporary Poetry in The Virgin Islands (Tortola, Virgin Gorda, Anegada, Jost Van Dyke), una antología editada por Lasana M. Sekou en 2016. Ti Koko y Kush Kush, de Patricia G. Turnbull, ha sido calificado como una contribución "mágicamente" ilustrada a la literatura infantil caribeña.

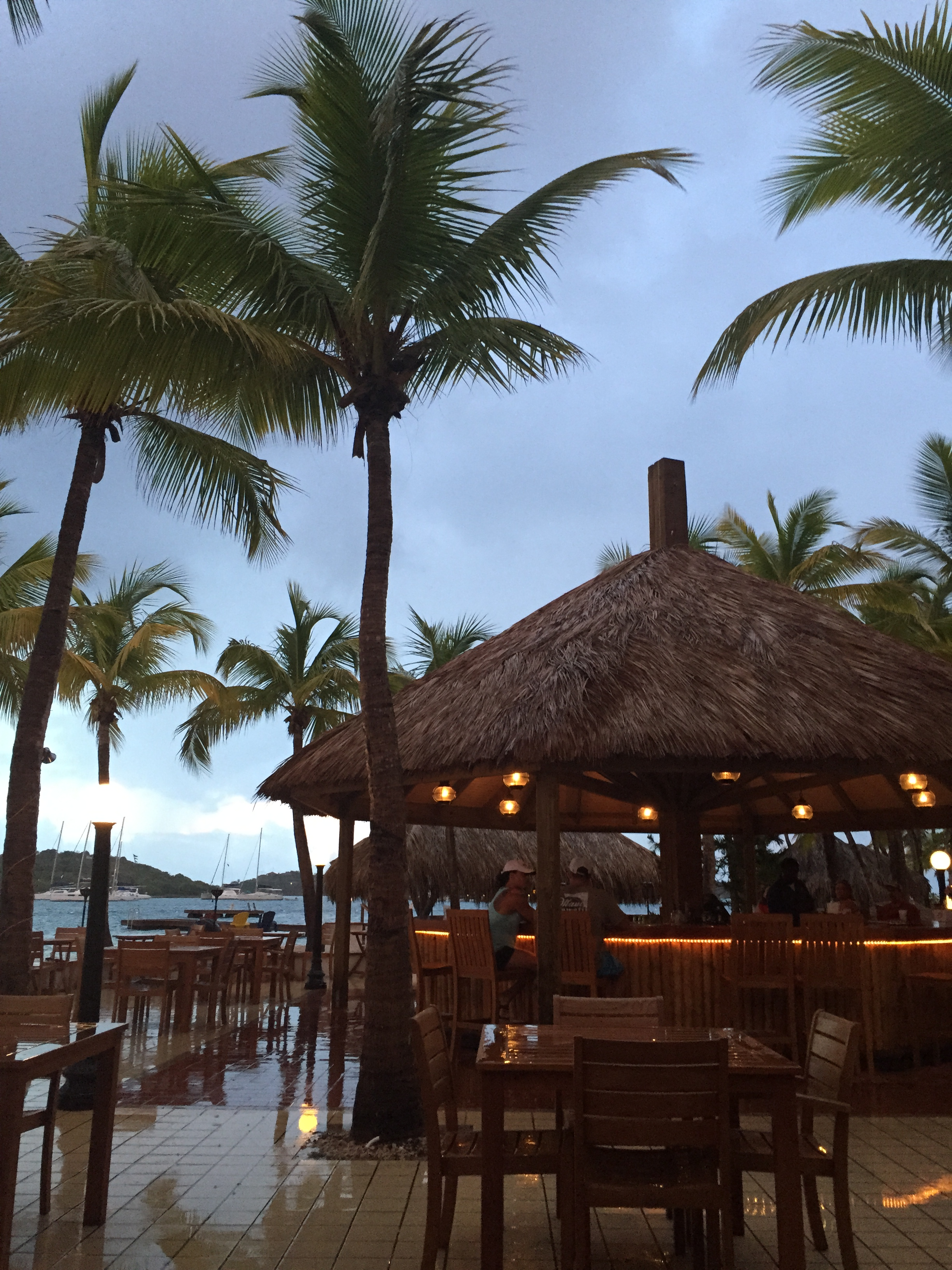
Restaurante en la Isla Virgen Gorda

### Gastronomía
El fungi es un alimento básico de la dieta tradicional de las Islas Vírgenes.Consiste en harina de maíz hervida y cocida hasta obtener una consistencia espesa junto con quimbombó.Se suele comer con pescado hervido o salado.
El callaloo (a veces deletreado kallaloo) es una sopa hecha de arbusto/hoja de callaloo, a menudo sustituida por espinacas.Se compone de varias carnes y quimbombó, y se hierve hasta obtener un guiso espeso.
Debido a la migración intercaribeña, muchos alimentos de otros países del Caribe han sido adoptados por la cultura culinaria de las Islas Vírgenes. Por ejemplo, un plato popular es el roti, de origen indo-trinitense, que consiste en verduras y carne al curry envueltas en una masa fina como el papel.
Las frutas que se consumen en las Islas Vírgenes son: manzana de azúcar, mango, papaya, guanábana, genip, uvas de mar, tamarindo (puede hacerse en un guiso dulce o enrollarse en bolas dulces) y bayas de ganso (pequeña fruta verde ácida, más pequeña que una uva). Estas frutas se suelen guisar con azúcar como tentempié.
La bebida caliente preferida en las Islas Vírgenes es el "té de arbusto", un término general para cualquier infusión de hierbas derivada de plantas autóctonas (incluida la hierba limón). Las bebidas frías más populares son el maubi, la acedera, la guanábana, el musgo marino y la fruta de la pasión. También son populares las bebidas con raíz de jengibre.

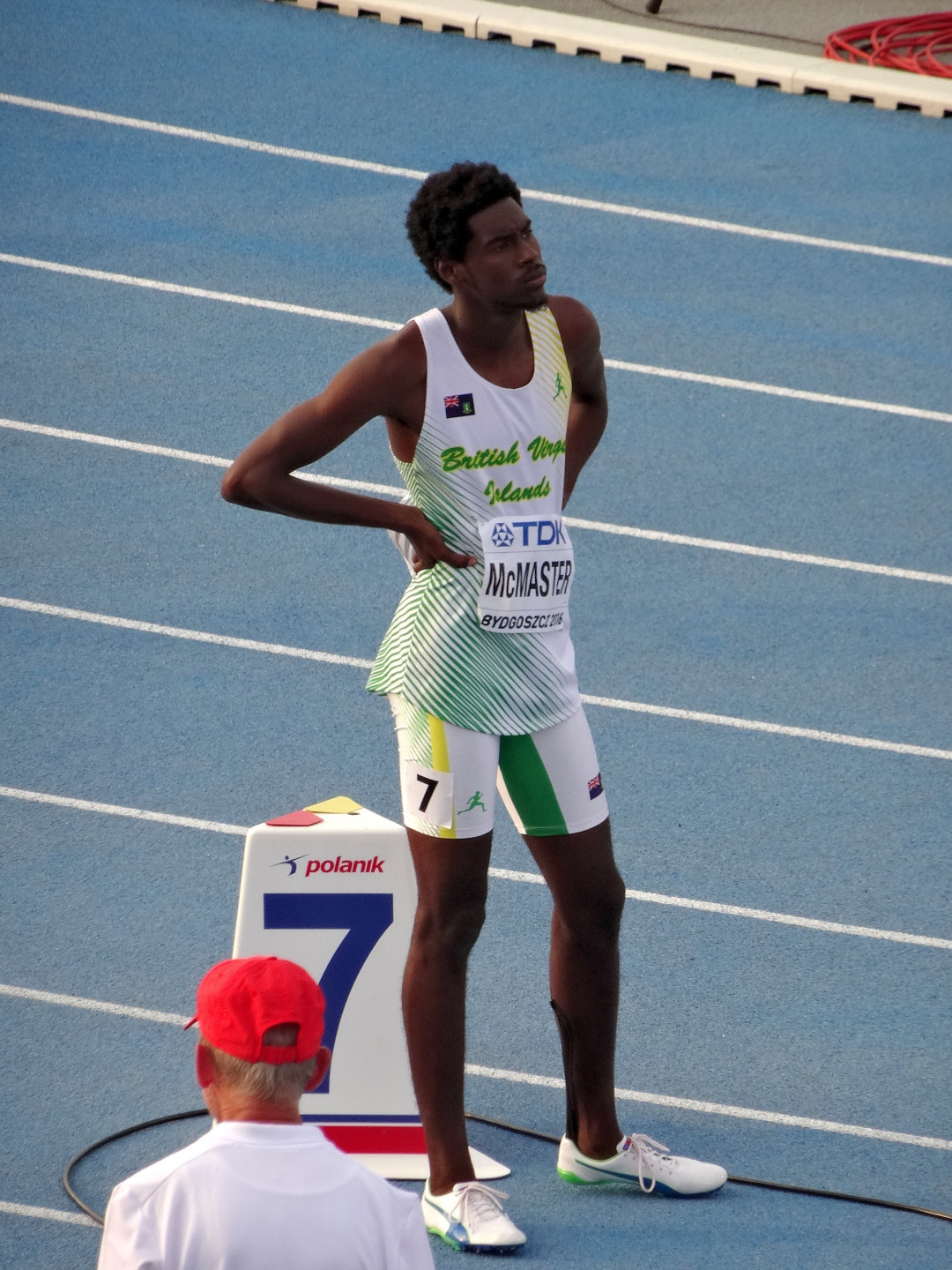
Kyron McMaster ganó una medalla de bronce en los Campeonatos del Mundo Sub20 de 2016 y la primera medalla de oro de las Islas Vírgenes Británicas en unos Juegos de la Commonwealth en 2018

## Deporte
Debido a su clima y localización, las Islas Vírgenes Británicas han sido un destino constante para los practicantes de la vela. De hecho, los atletas del archipiélago suelen tener buenos resultados en competiciones internacionales. Esto se debe a que las aguas calmas y la brisa constante proveen uno de los mejores escenarios en el Caribe para la vela. Muchos campeonatos de vela se celebran cada año en las aguas del país, siendo el Spring Regatta el más importante de todos ellos. Como parte del legado británico, deportes como el fútbol y el críquet son ampliamente practicados. De hecho, en el archipiélago se organiza un campeonato de fútbol anualmente.